# 2019年反對逃犯條例修訂草案佔領行動
反對逃犯條例修訂草案佔領行動，又稱「612示威」、「金鐘衝突」以及「612暴動」，是2019年6月11日深夜起，香港市民自發的集會及佔領街道運動，主要地點在金鐘與中環，目的在於要求香港特區政府撤回修訂逃犯條例。凌晨時份，有基督徒於香港立法會外通宵聚集詠唱聖詩。12日早上約8時，大量市民由原先於金鐘添馬公園一帶集會，衝出夏慤道與龍和道，以阻止香港立法會恢復草案二讀辯論。
警方於下午3時47分施放催淚彈。警察在8月12日公布更新數字，在清場期間發射逾240枚催淚彈、約3發布袋彈、約19發橡膠子彈和約30發海綿彈鎮壓，逾80人受傷，多名示威者頭部中槍，2人傷勢非常嚴重。其中一名香港電台外派司機懷疑因被催淚彈擊中，頭部受傷。
警察在獲得不反對通知書的集會範圍，中信大廈附近施放多枚催淚彈，並且包圍示威者，不提供撤退路線，險釀人踩人事件。
在示威行動期間，香港立法會秘書處宣佈立法會主席決定取消6月12日的立法會大會（當日早上宣佈延遲，下午宣佈取消），延後審議條例修訂草案。6月13日凌晨，示威者散去。在衝突完結後，立法會秘書處亦先後宣布取消當日13日和翌日14日的立法會大會。警方在示威完結後，開始拘捕行動，多名示威者在醫院被拘捕。6月15日，行政長官林鄭月娥宣佈暫緩修例，「直至完成溝通解說及聆聽意見為止」。
2019年6月21日，國際特赦組織表示香港警隊在6月12日的示威中，使用不必要及過份武力，違反國際人權法。

## 背景

### 雨傘革命
繼2014年雨傘革命佔領街道之後，是次示威者再次試圖以佔領街道之方式，以使政府正視示威者訴求。上次928事件施放了87枚催淚彈，今次612事件施放了240枚，20發布袋彈及數發橡膠子彈。

### 逃犯條例修訂草案
經過反對逃犯條例修訂草案運動，特別是2019年6月9日香港反對逃犯條例修訂草案遊行後，香港特別行政區政府仍發聲明表示不會撤回逃犯條例修訂。因此，大量反對條例的香港市民紛紛決定於修訂條例二讀開始之日——6月12日罷工、包圍立法會及佔領一帶的道路，以阻止條例審議及通過。6月11日，香港中文大學、香港科技大學、香港浸會大學、香港理工大學、香港城市大學、香港教育大學和香港演藝學院學生會舉行聯合記者招待會。7位代表成員呼籲於大專學界於6月12日罷課，以抗議政府修訂逃犯條例及讓出時間參與於6月12日舉行的示威，阻止草案通過。

## 行動過程

### 警方出動5000警力應對
警方事前調動5000警力護衛立法會大樓、政府總部及周邊區域，是繼2017年中共中央總書記習近平訪港（9,000警力）、2016年全國人大委員長張德江訪港（6,000警力）後第三大規模的警力部署。5000警力包括各總區應變大隊（Regional Response Contingent，每隊逾800餘名警員），並每天均有近200名特別戰術小隊（俗稱「速龍小隊」）警員。
警方在6月11日晚上先派港島總區應變大隊及速龍小隊駐防，合共1000人。

### 多名青年被警搜身 引起部分市民不滿
在6月11日晚7時至8時，市民計劃到金鐘添馬公園聚集唱聖詩。大批警員在港鐵金鐘站搜查市民的背囊和身份證，被搜查的年輕人一字排開站在大堂的牆邊，而且檢查完畢後不准他們離開。有市民不服上前拍攝，雙方因而發生口角。
其後泛民主派立法會議員鄺俊宇、朱凱廸、譚文豪、林卓廷和楊岳橋等人到金鐘站監察警方行動，部分市民亦批評警方行為「製造白色恐怖」，要求警方收隊和道歉。另一方面，海富中心麥當勞內亦有多名警員搜查市民。

### 基督教團體集會及添馬公園野餐

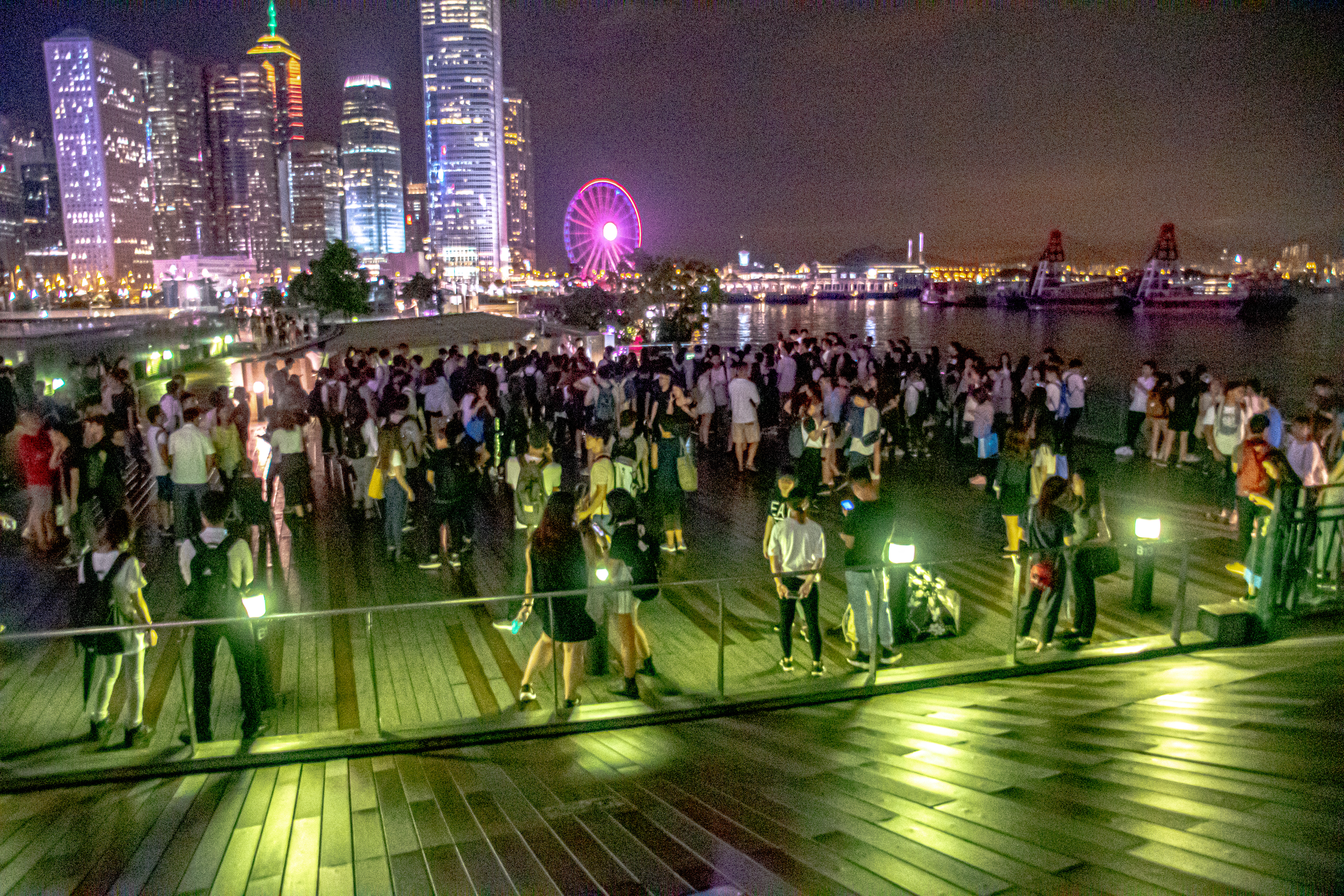
示威者應網上召集於添馬公園一帶野餐

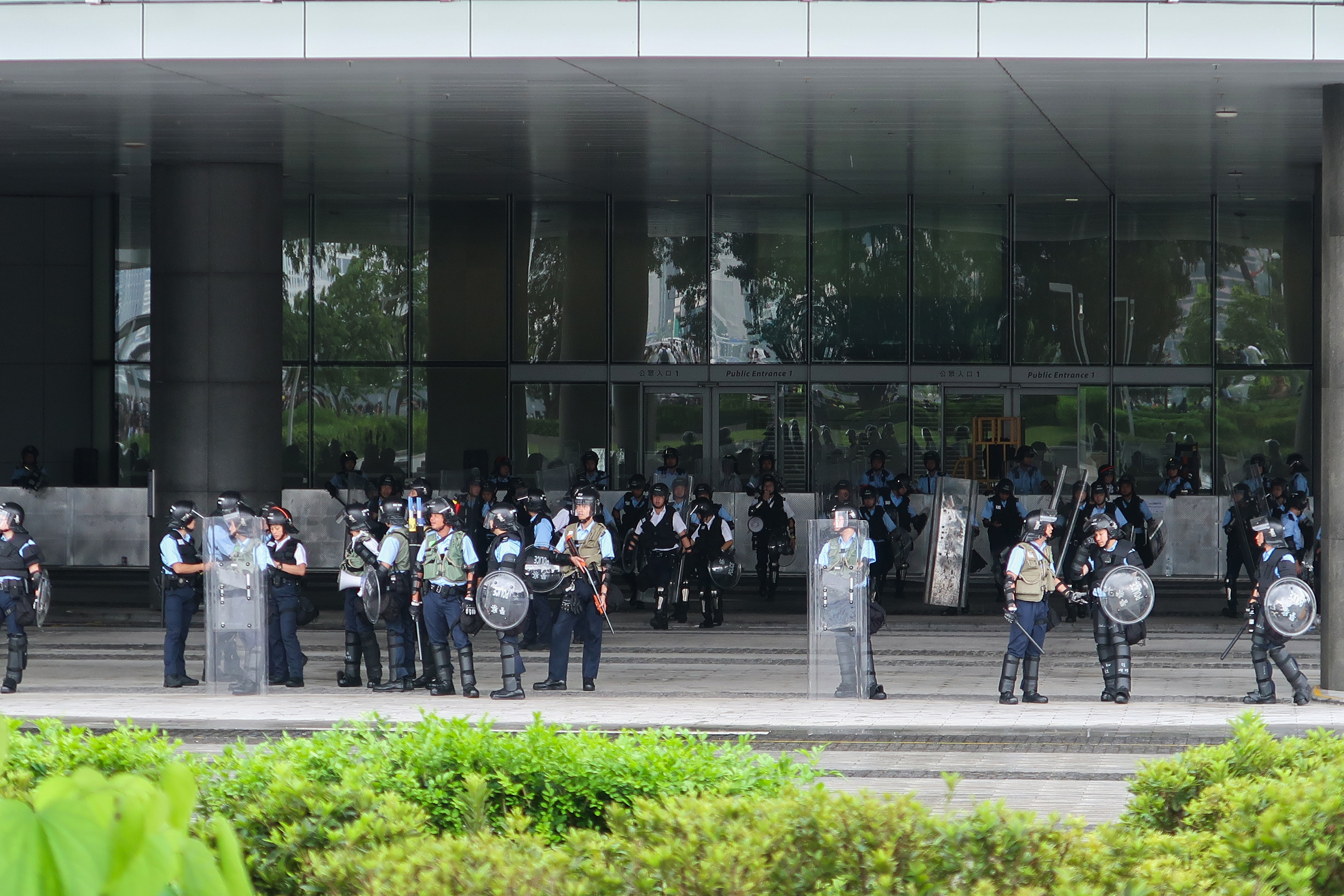
立法會大樓示威區的防暴警察配備的雷明登散彈槍的可配合發射多彈頭橡膠彈

6月11日，警方預計會有反對逃犯條例的示威活動，故在添馬公園及立法會大樓附近佈防，康樂及文化事務署亦以保養為由圍封公園部份草地。立法會發出「黃色警示」，而立法會示威區和政府總部公民廣場亦被封閉。得到不反對通知書的香港基督教教牧聯署籌委會舉行第二晚的「72小時馬拉松禱告」活動，於添美道敬拜。參加者在場頌唱詩歌及祈禱，更吸引不少打算於金鐘一帶野餐的人士參與。示威者及網民亦使用Telegram等社交軟件溝通及討論，亦有不少團體在這些社交軟件上設立資訊頻道。
當晚不少市民開始進入金鐘的添馬公園觀星及於草地上野餐，直至6月12日早上。6月12日早上，香港基督教教牧聯署籌委會舉行第三日的「72小時馬拉松禱告」﹙早場﹚活動，並有多名牧師參與。

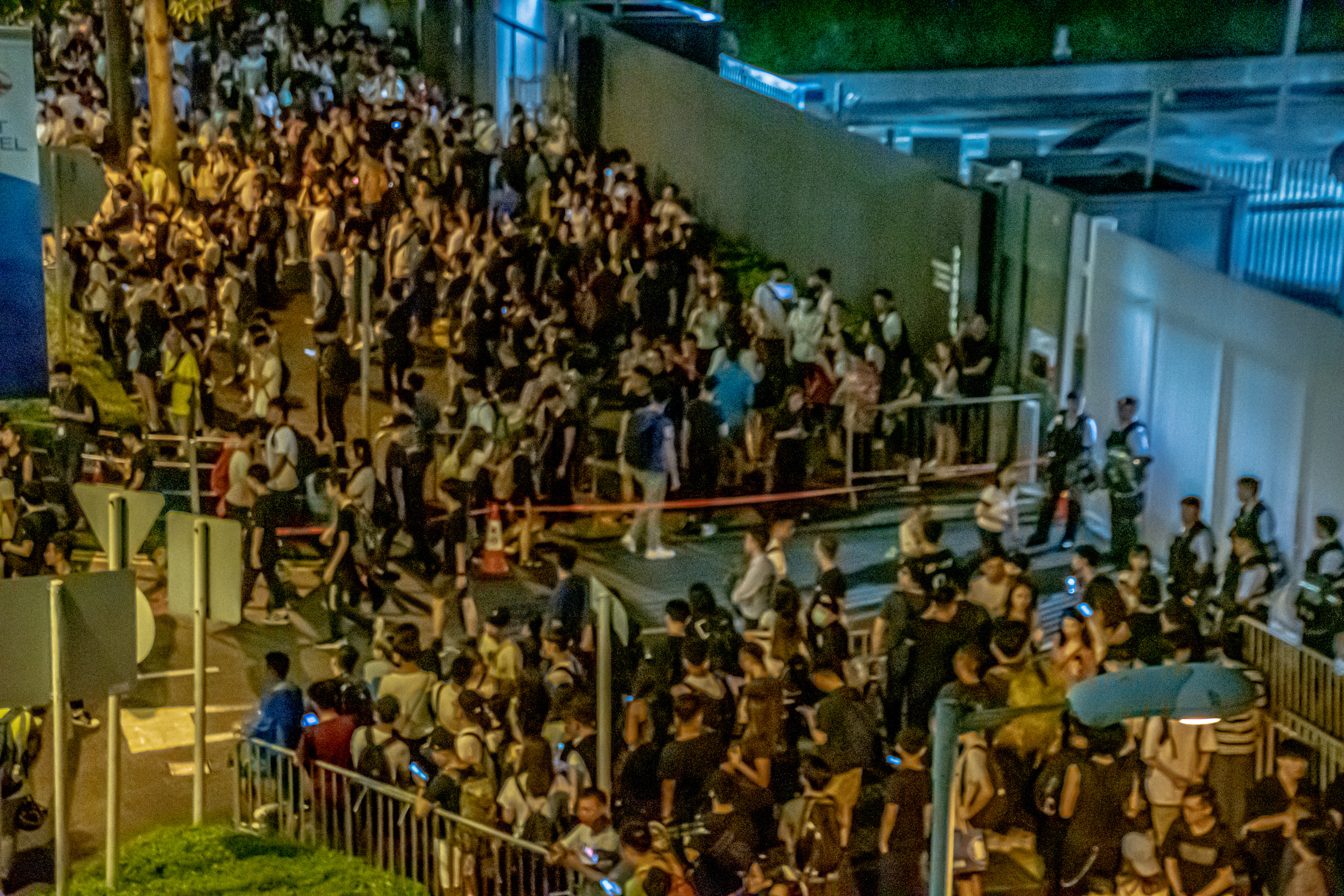
原定二讀前夕，示威者聚集在立法會大樓外
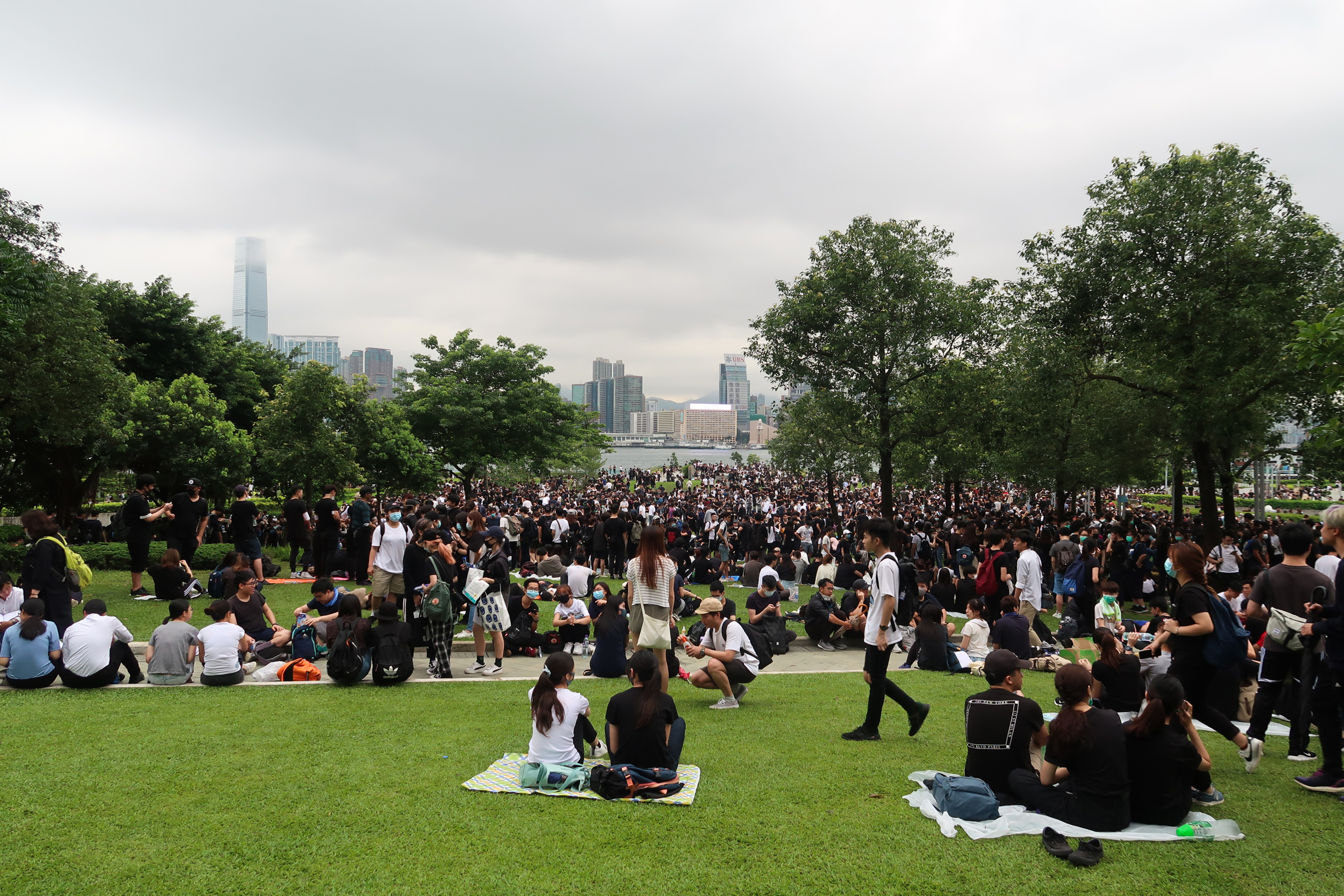
早上的添馬公園已經聚集大量人群
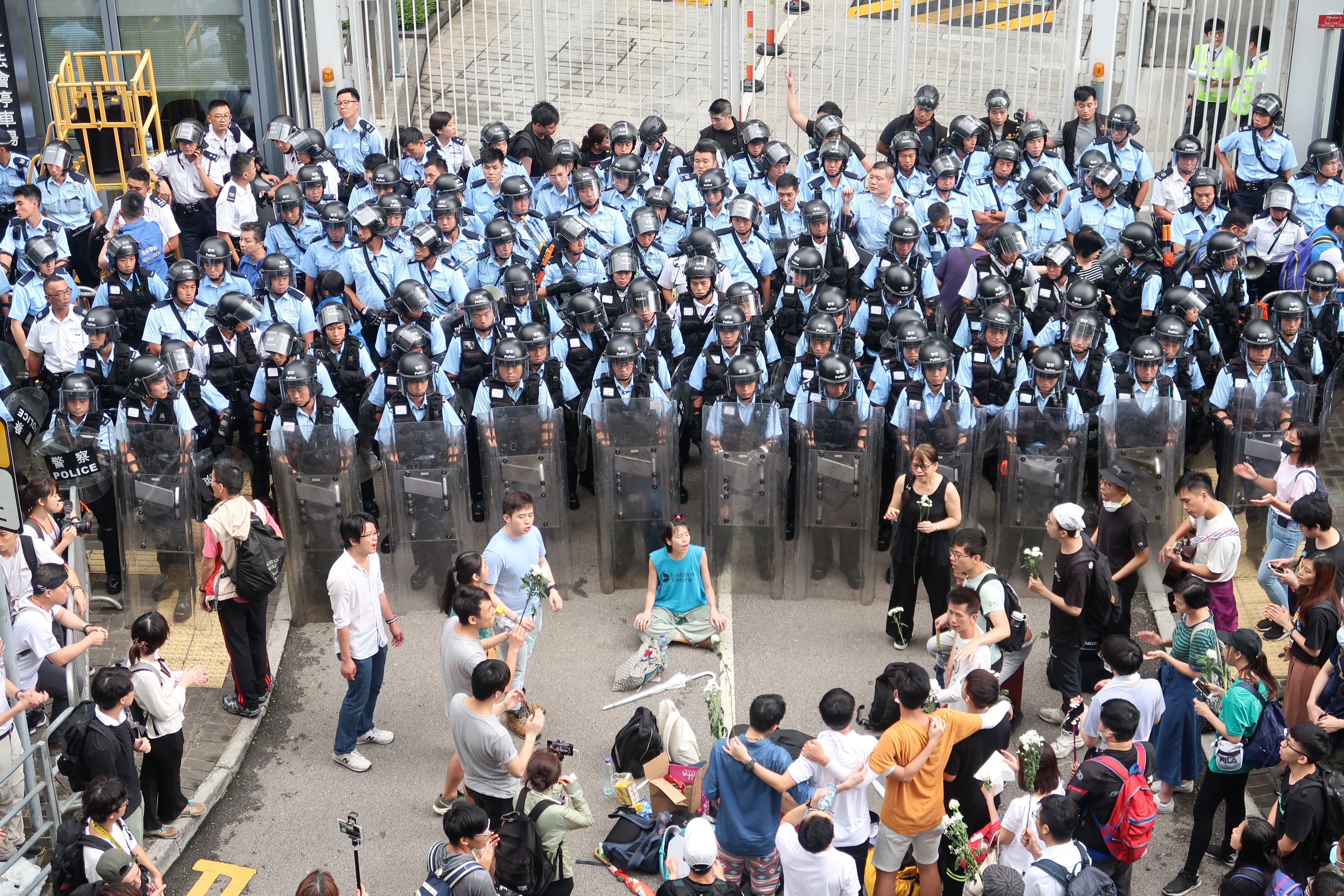
香港基督教教牧聯署籌委會在添美道舉行「72小時馬拉松禱告」活動

### 汽車慢駛行動

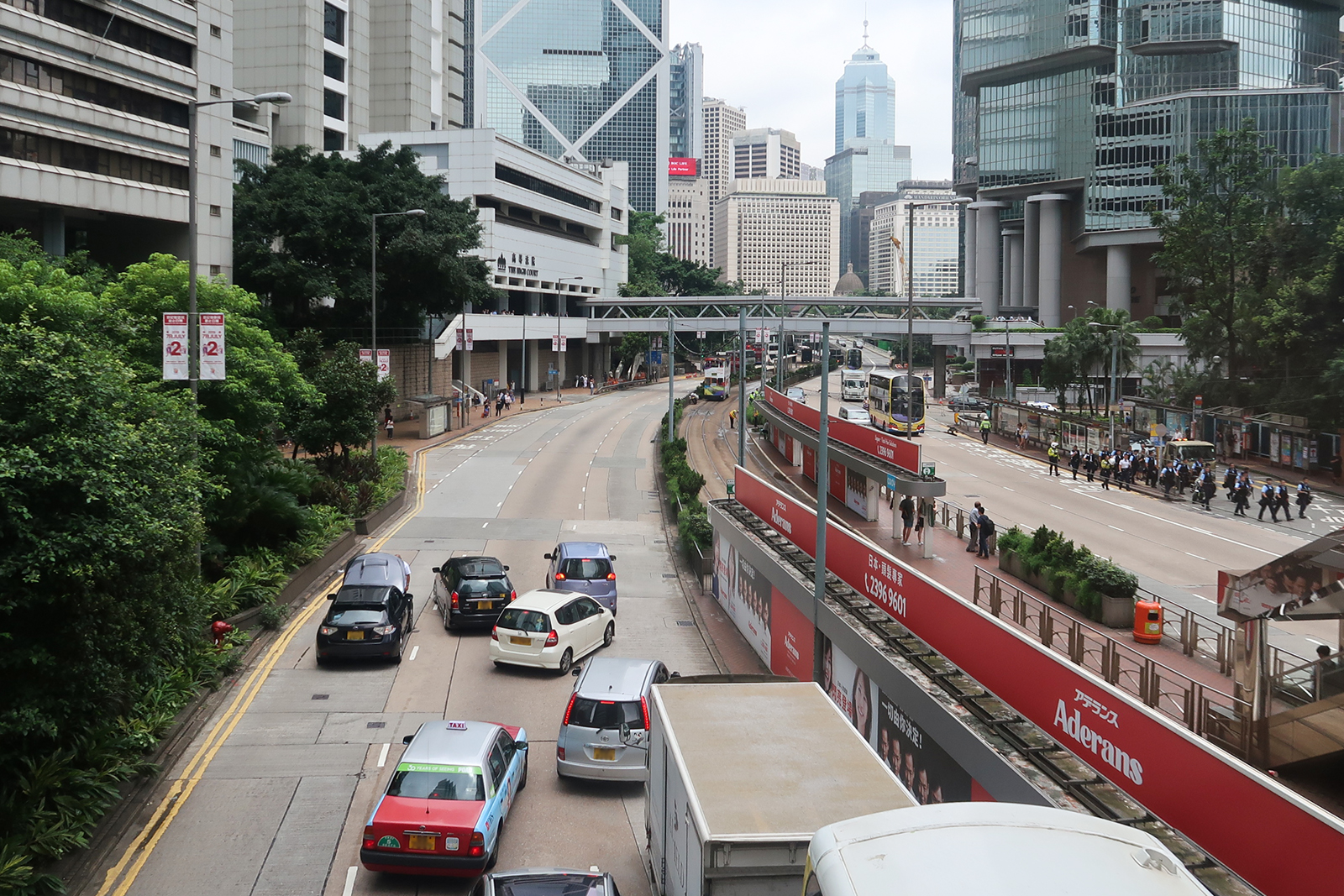
早上約11時13分，金鐘道西行方向有四輛私家車停在馬路中央

早上，多輛汽車圍繞金鐘慢駛，製造交通擠塞及阻止立法會議員進入立法會審議條例。早上約9時35分，金鐘道東行方向、統一中心外有四輛私家車死火，停在馬路中央，橫臥在4條行車線上。金鐘其他多條道路亦出現交通意外，令交通癱瘓，無人受傷。
早上約10時，一輛城巴嘗試在告士打道東行線倒車，惟因車身過長，橫跨4條行線，旁邊已無任何車輛，而巴士車頭則與行車方向相反。

### 示威者佔據道路

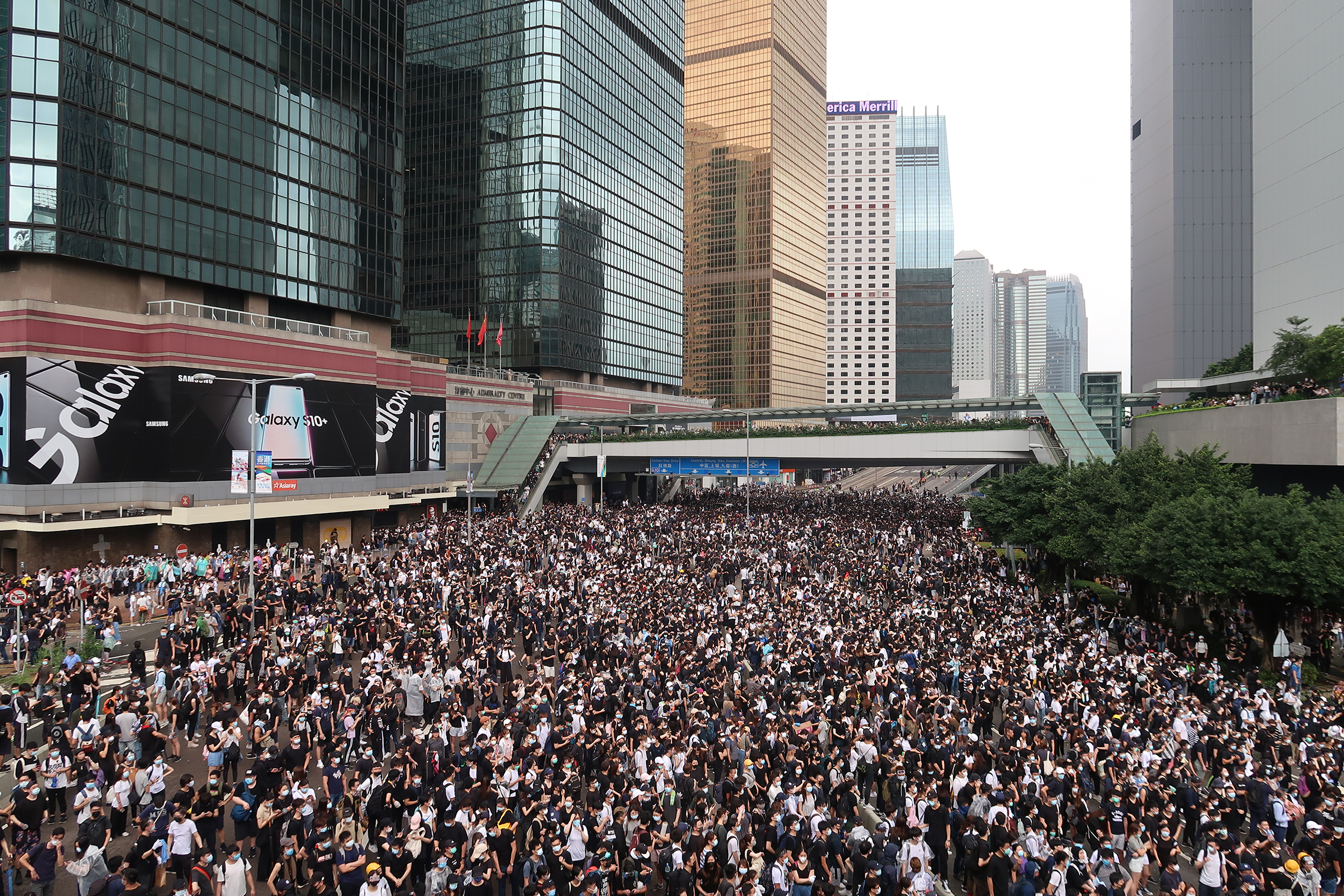
示威者佔據整條夏慤道

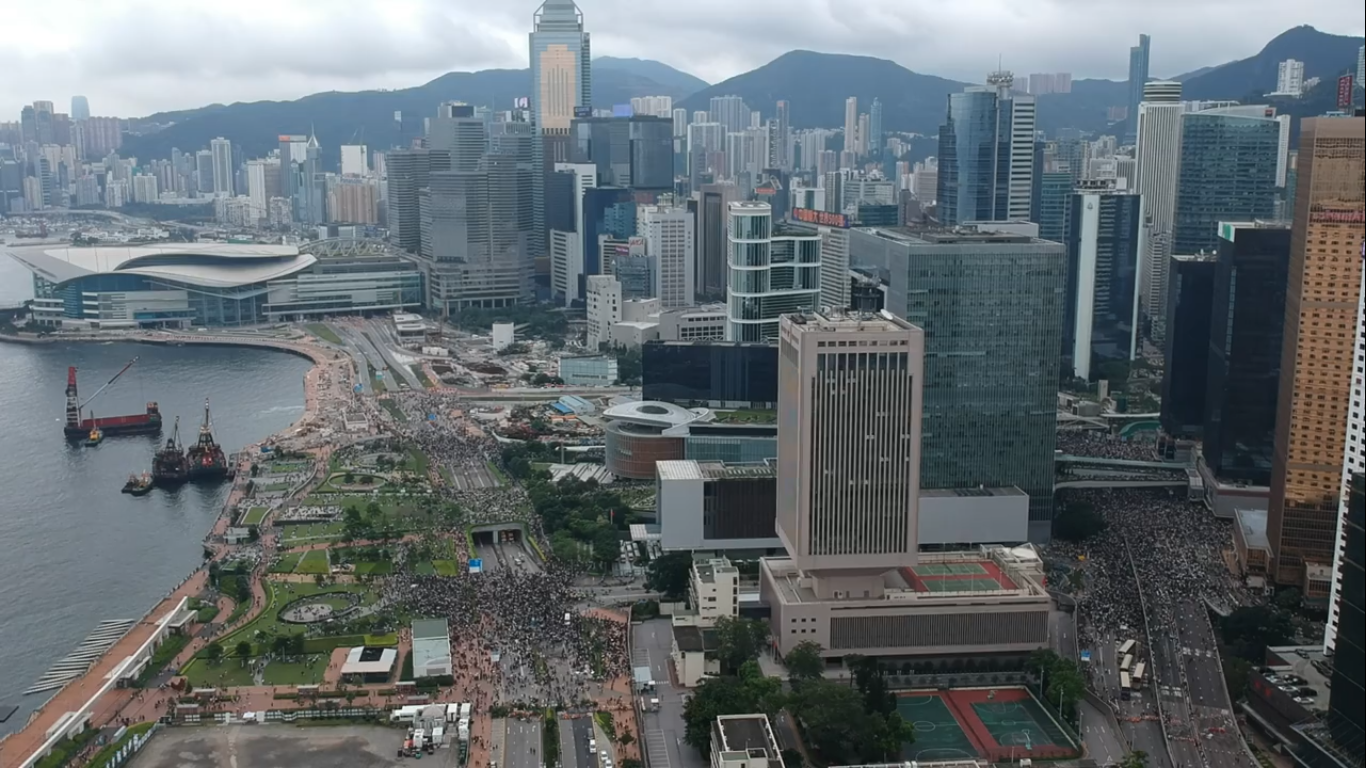
中午時分航拍佔領行動情況

早上7時55分，在添馬公園一帶的示威者衝出夏慤道與龍和道，展開佔領行動。之後半小時間，示威者及警察間互相爭奪路面控制權，直至8時30分大量示威者佔領告士打道及夏愨道六條行車線。
下午12時15分，示威者進一步佔領金鐘道全線。

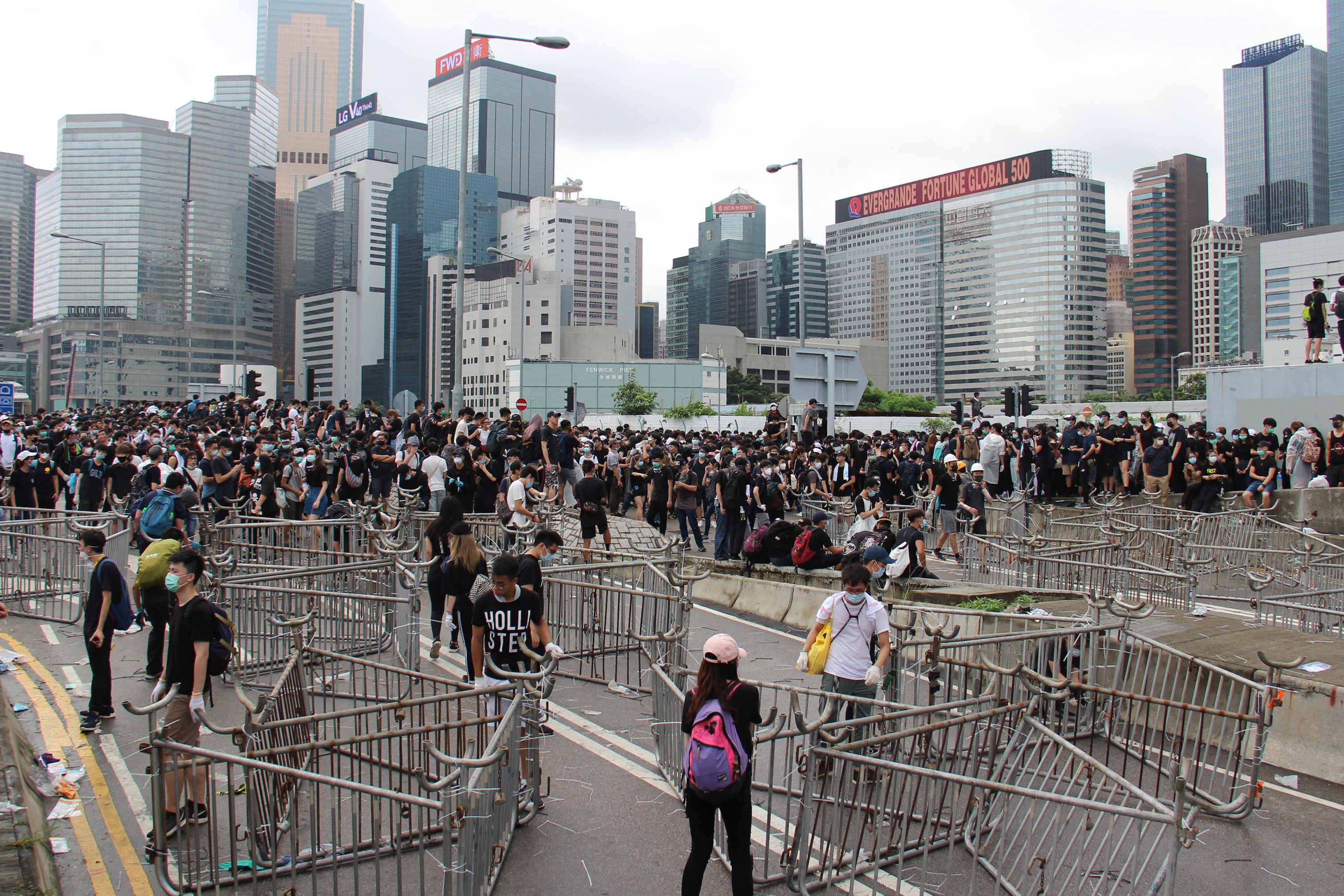
示威者在龍和道將索帶繫上鐵馬製成路障，企圖阻止警察驅趕
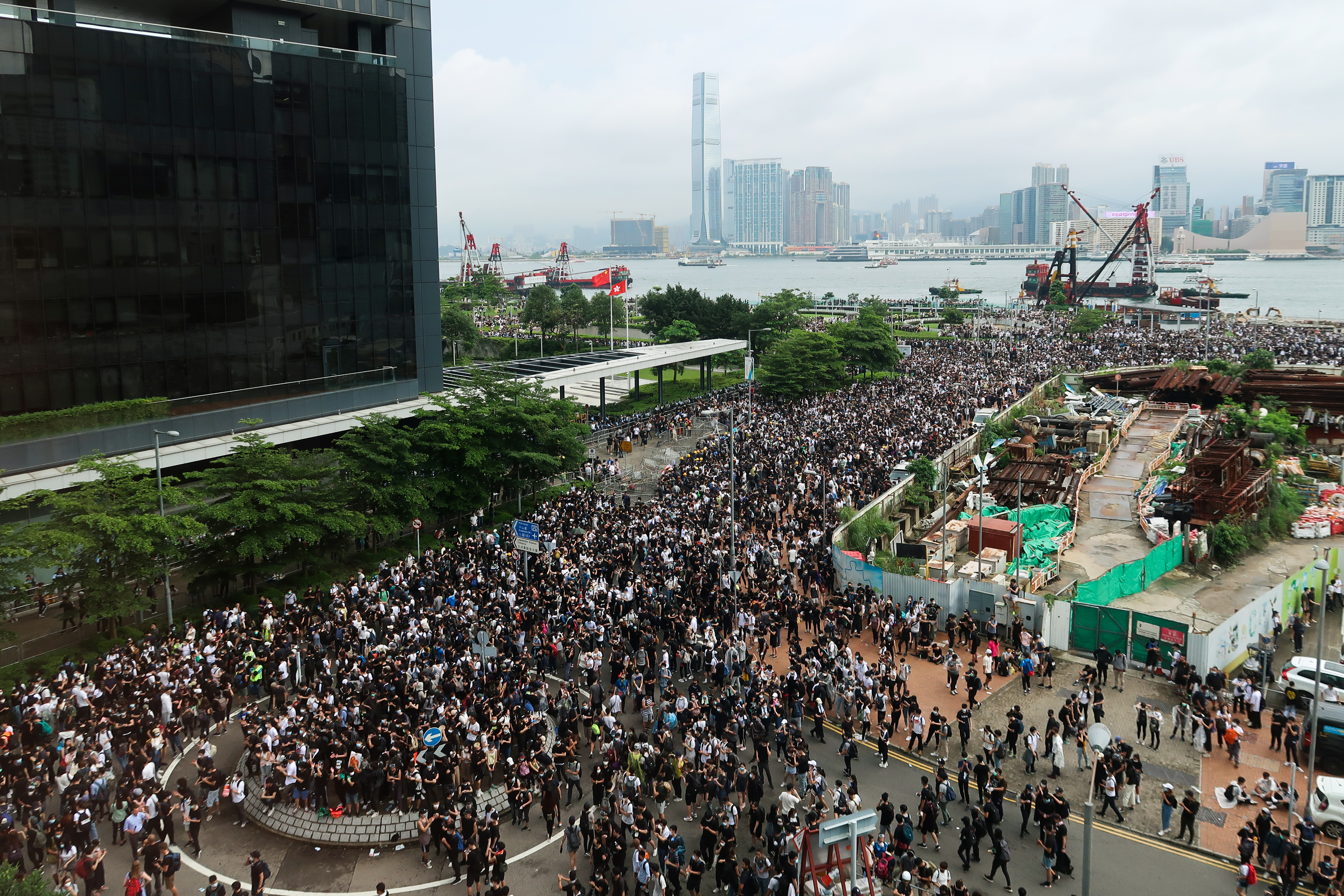
示威者佔據立法會道和龍匯道
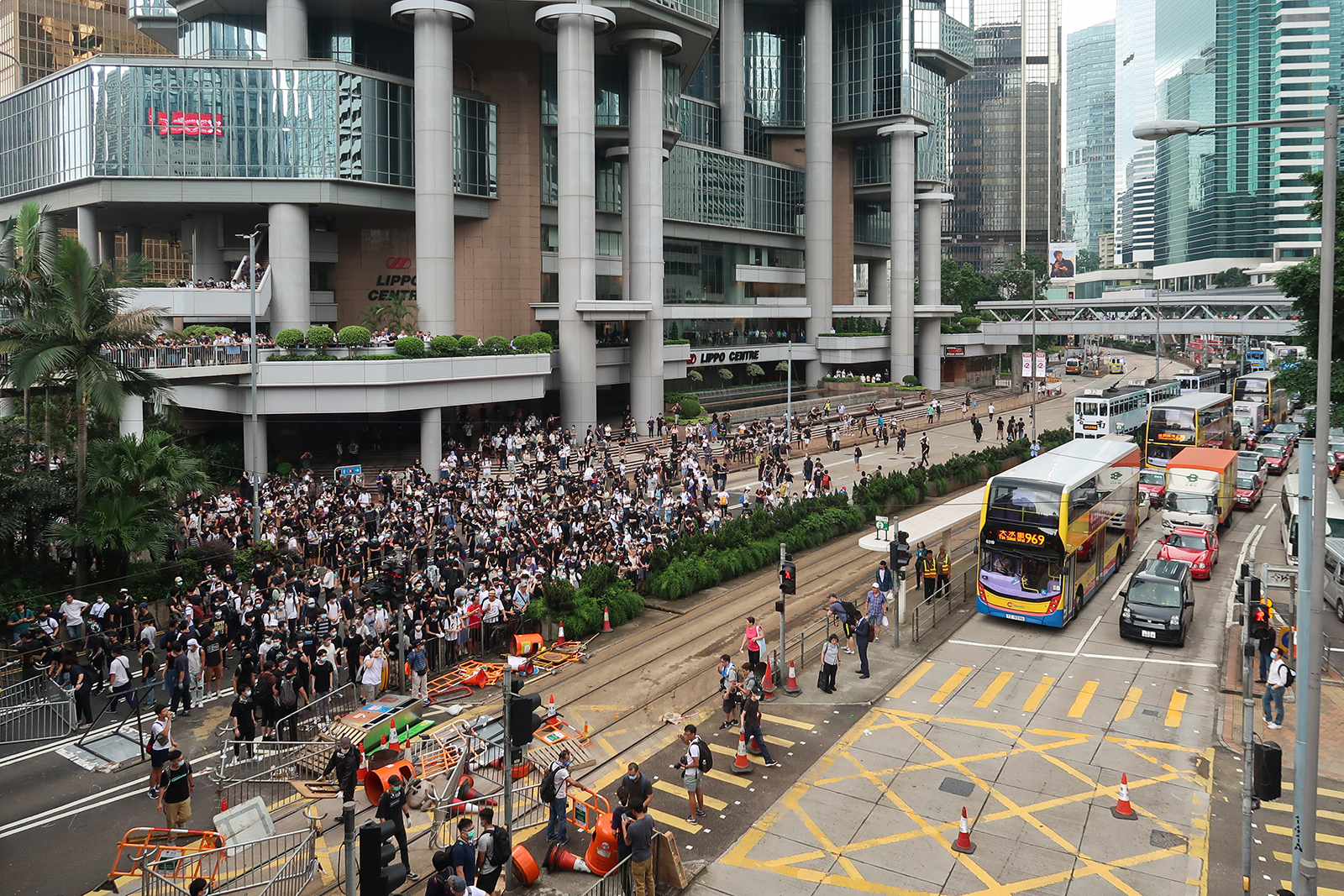
下午12時15分，示威者進一步佔領金鐘道

### 醫管局要求急症室記錄「立會外集會」傷者身份
早上9時許，在警方開始清場前，公立醫院前線醫護人員收到醫管局總部以電郵方式發出的指示，要求急症室醫護人員記錄當天在立法會外集會的求醫者身份，並分類為：警察、記者、市民或其他。
該件電郵題為“Mass gathering outside Legco on 12 Jun 2019”﹙2019年6月12日立法會外的集會﹚。

### 示威者行動升級 警方開槍傷及未有攻擊行為人士

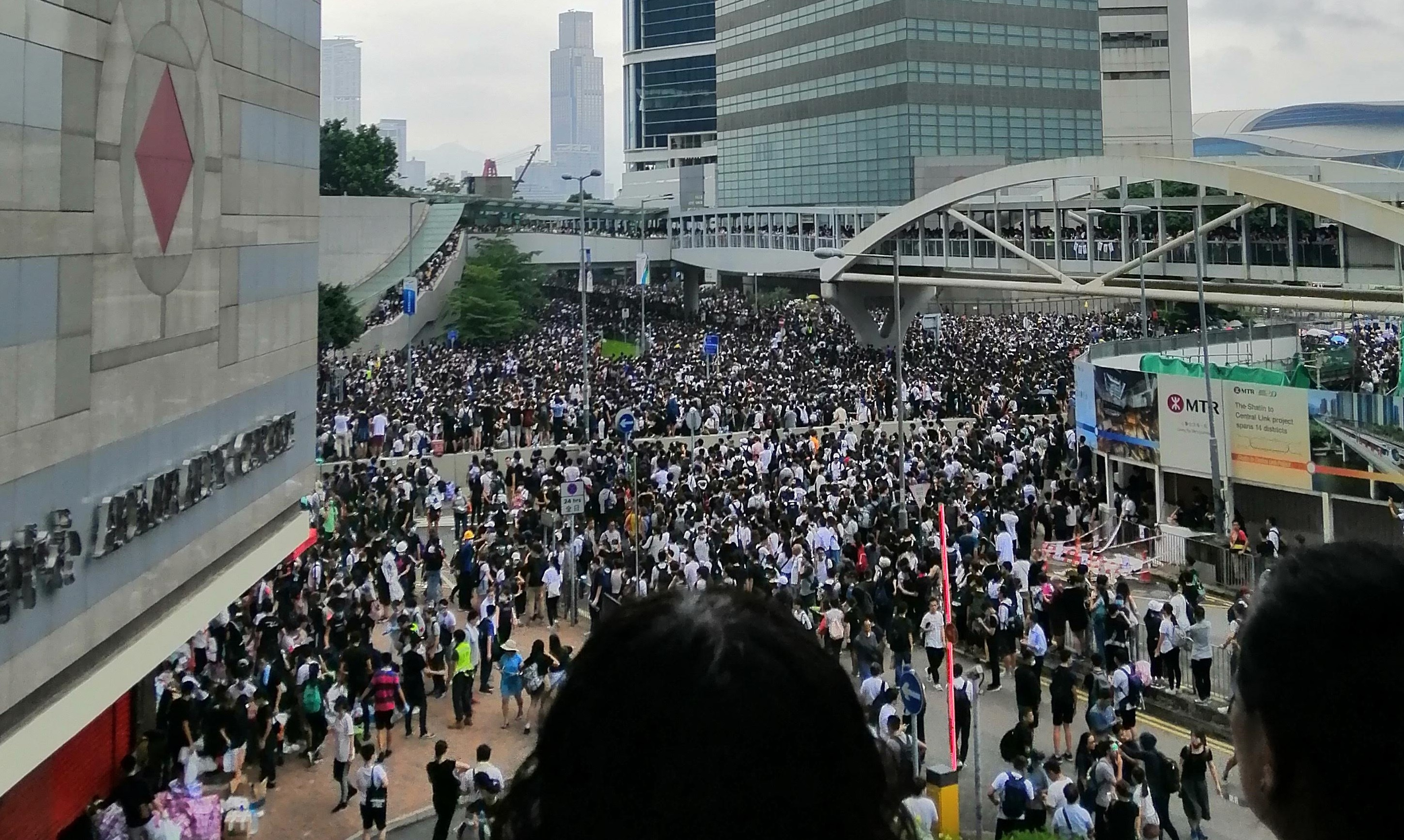
下午三點半，示威者繼續佔據近政府總部的夏慤道

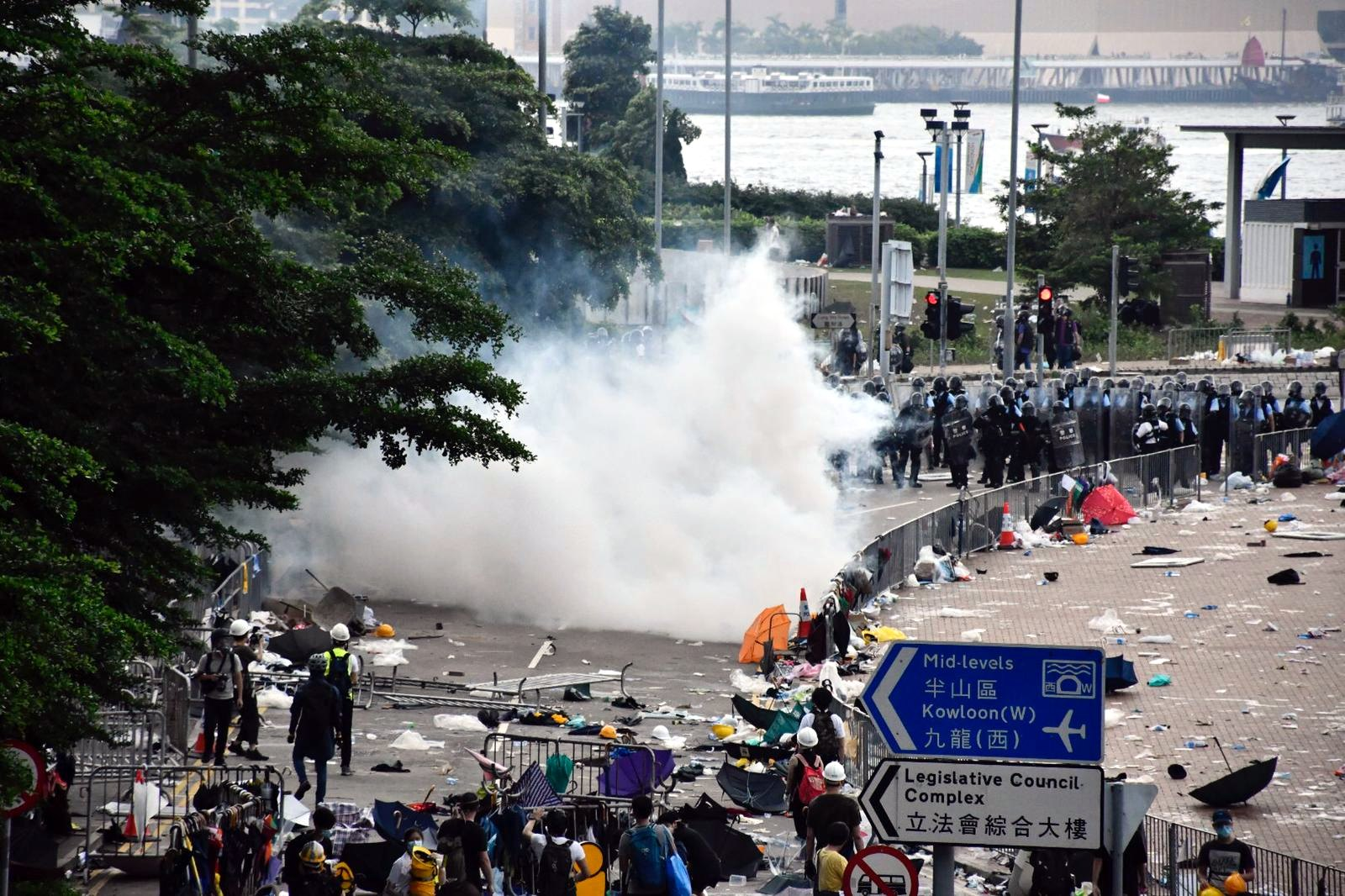
约下午4时，防暴警察在立法会旁添美道附近瘋狂發射催泪弹驱散示威者

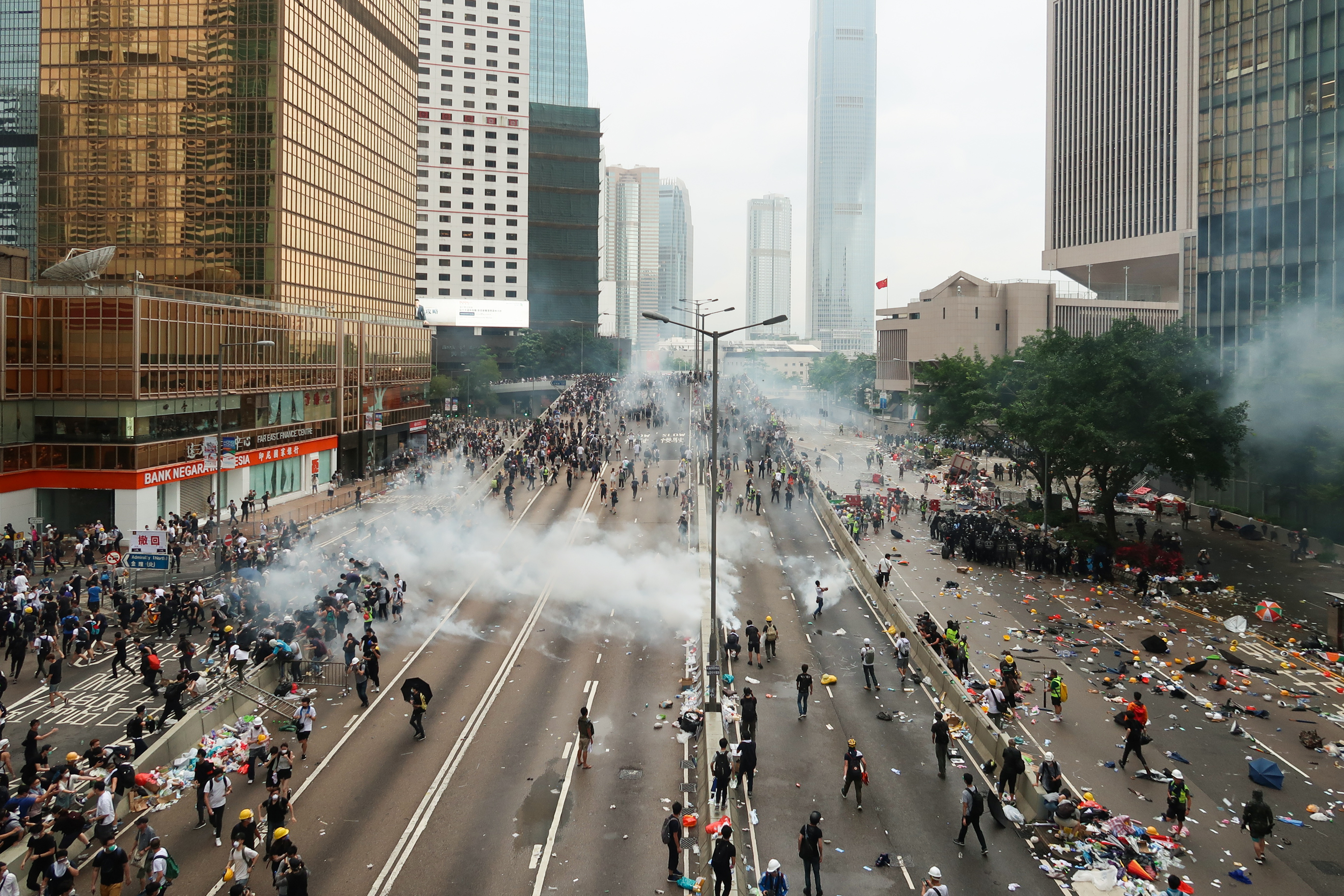
警察在夏慤道施放催淚彈清場

在下午約3時半，警方在龍和道及添華道交界舉上紅旗。15分鐘後，示威者衝破防線，進入立法會示威區，向警方投擲磚頭等大量雜物，警方發射橡膠子彈及布袋彈，並施放催淚彈。5分鐘後，示威者不支後退，防暴警察重奪立法會示威區控制權並持續發射催淚彈。
當時在現場的多名牧師及傳道人其後舉行記者會，講述所見所聞，指下午約3時至3時半示威者並沒有衝突警方防線，都是示威者遭受催淚彈及警棍攻擊；並指出警方於3時半突然後退，使示威者見有空位向前移動時，警方才有理由以催淚彈驅散人群，並引發後續衝突。
下午4時20分，警察於龍和道及添華道交界舉起黑旗並施放催淚彈。期間有警察攻擊倒地的示威者及把槍指向示威者。示威者撤至大會堂附近。下午4時38分，警方將防線從夏慤道推前至立法會附近。示威者將水樽等雜物投向警察，使其暫時後退並再次施放催淚彈。下午5時40分，警察再於夏慤道施放催淚彈，並倚此從海富中心天橋推進至遠東金融中心。示威者退守干諾道中。48分，示威者再退至統一中心一帶。54分，警察再次在夏慤道上前進並清理障礙物，示威者在天橋設置新障礙。6時7分，雙方在力寶中心外對峙。
期間，有警察在未有警告的情況下開槍，橡膠子彈擊中示威者右眼，該名示威者並無作出任何攻擊行為。該名示威者其後曾以暴動罪被捕，及後右眼僅餘視力2.5%。之後，該示威者表示將會要求法庭宣告有關武力違法、違反警察通例第 29 章〈武力及槍械的使用〉以及要求就案件對他的人身傷害作出賠償。香港電台發言人伍曼儀稱該台一名外判司機在下車時疑被警察催淚彈擊中，一度心臟停頓；在接受其他傳媒司機急救後，獲送上救護車載往瑪麗醫院，現時情況穩定及清醒。
有警員在添美道與夏慤道交界，一度以槍口朝向身穿反光衣、準備轉身離去的記者，並向記者發射催淚彈，催淚彈在其左腳旁約一米外爆開。記者見狀轉身，再度向警員並機拍攝，警員隨即以水平高度開槍。一名外國記者開始朝警方呼喊「You shoot journalist！（你射記者）」加以阻止，並指「This is STILL Hong Kong, not China, NOT YET（這裏仍是香港，不是中國，還不是）」。

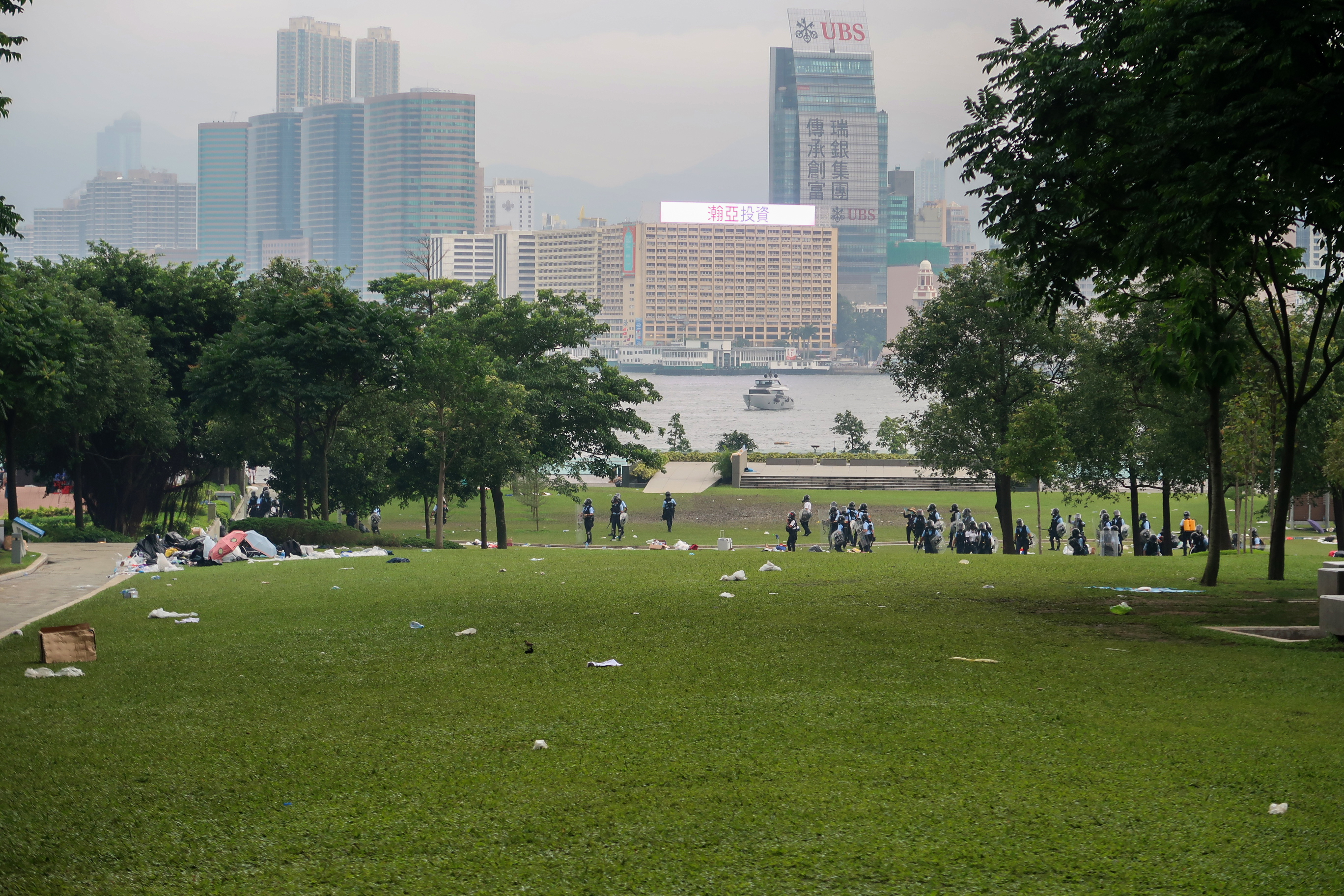
防暴警察在添馬公園施放催淚彈清場後，在該處戎備
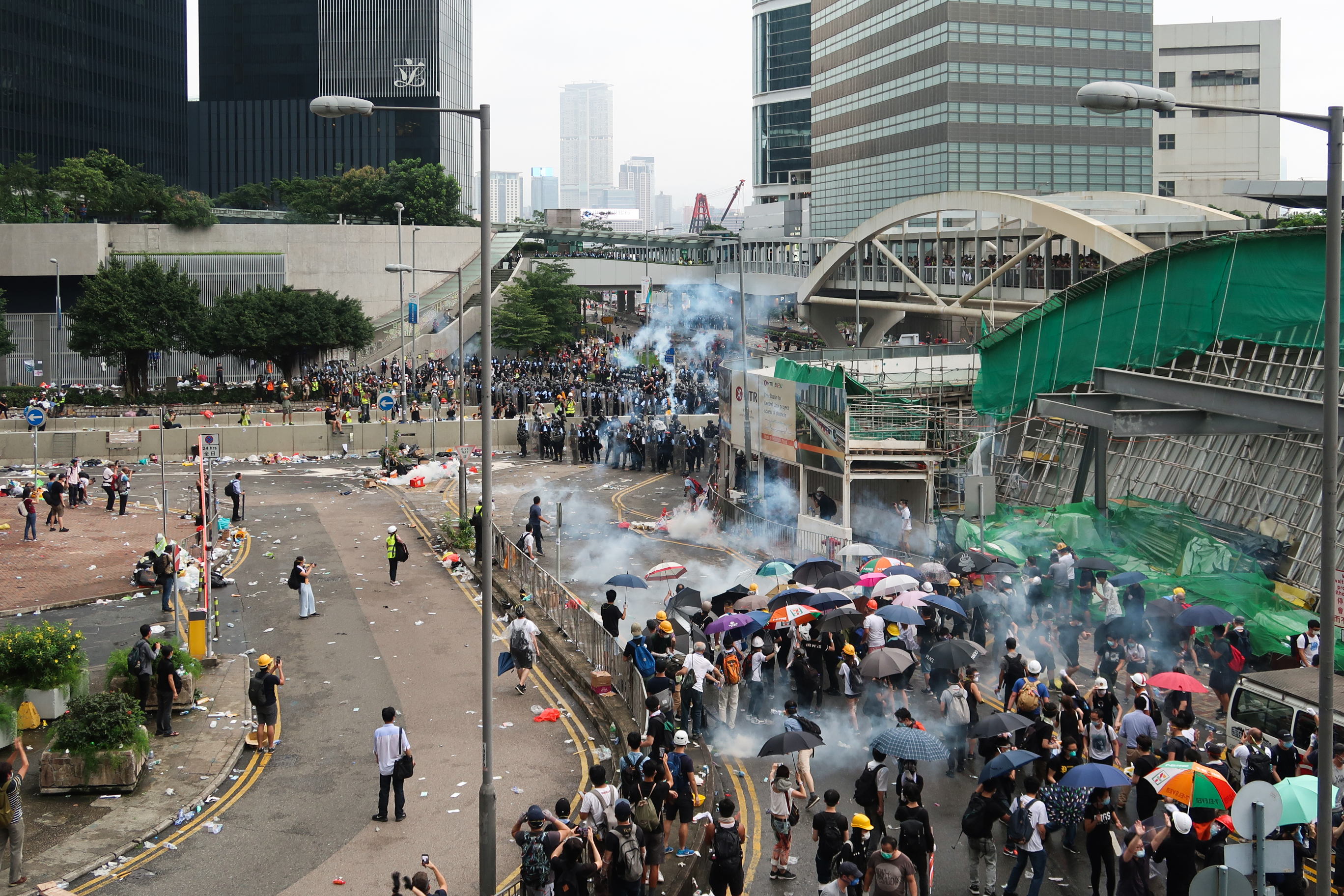
警方在樂禮街施放催淚彈
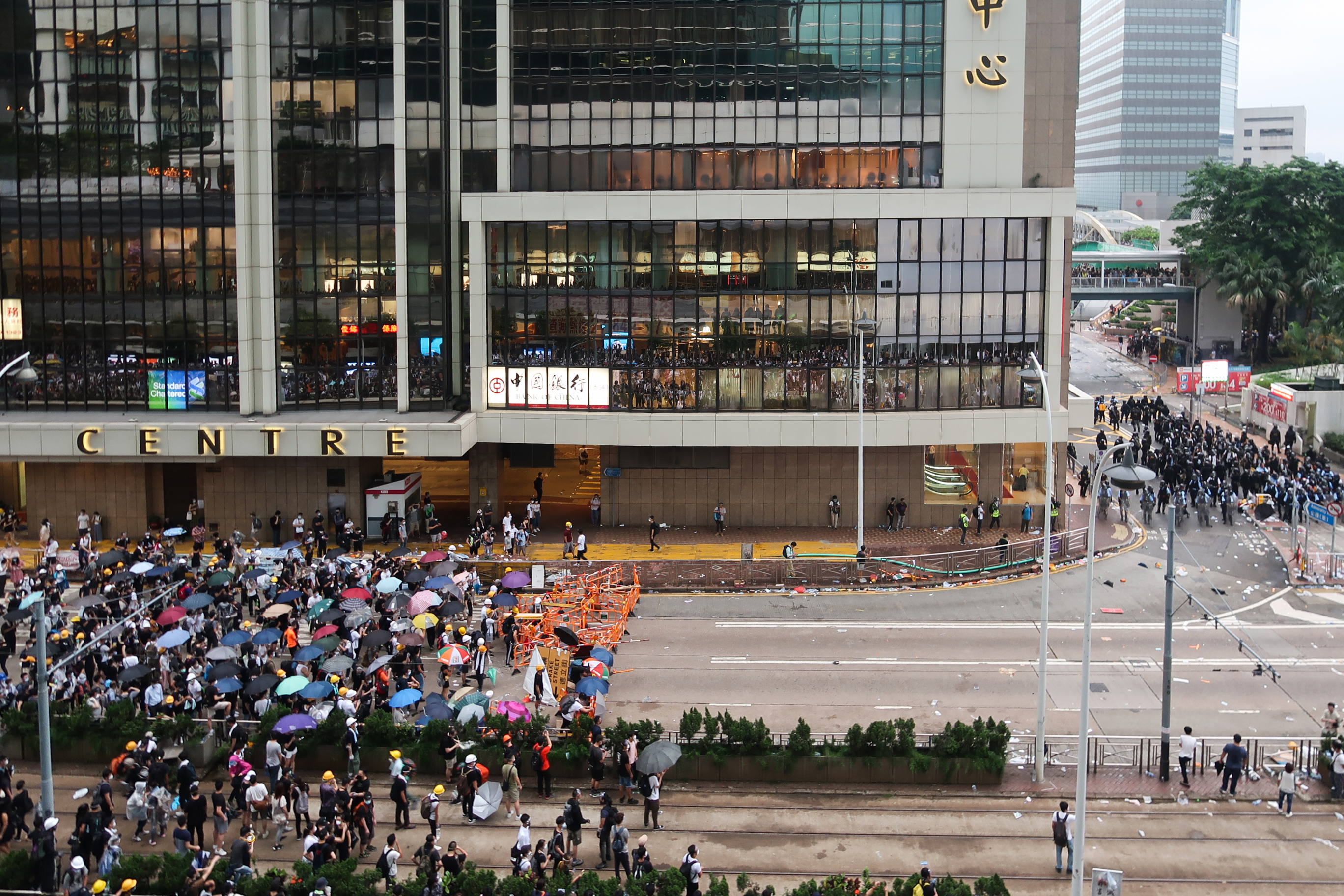
示威者撤至金鐘道
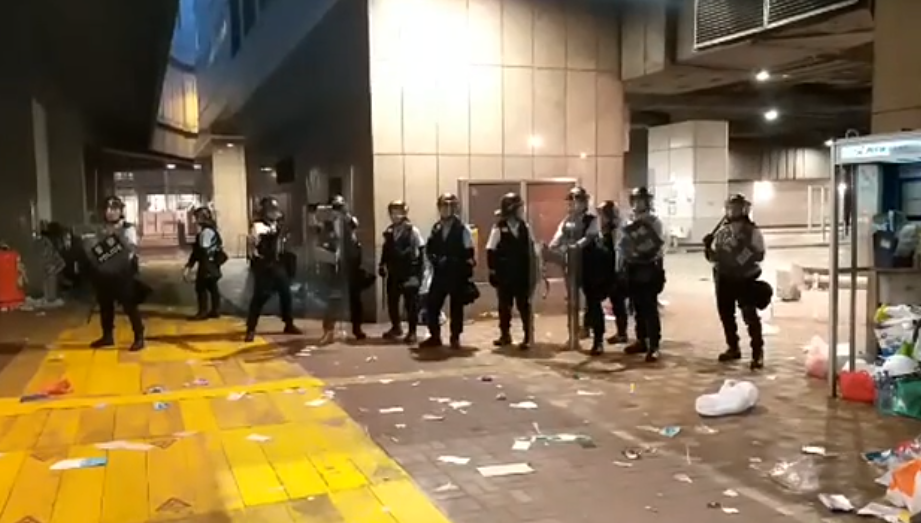
防暴警察在金鐘（東）巴士總站

### 中信圍困、險釀人踩人事件

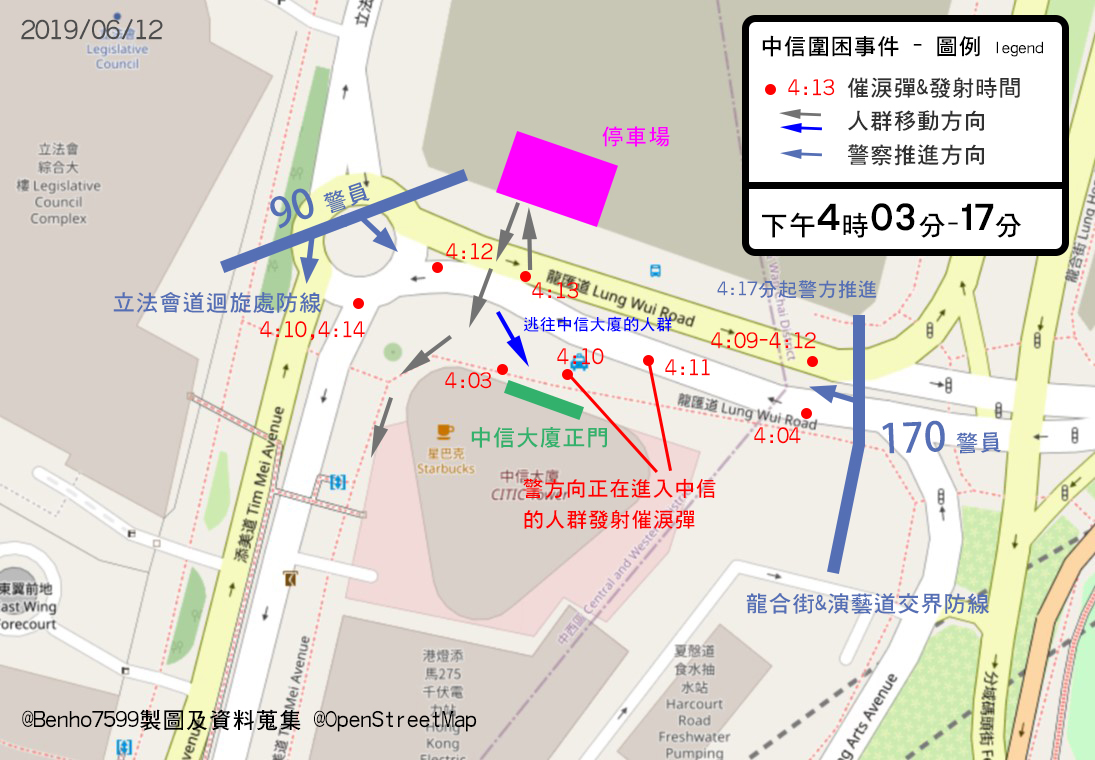
中信圍困經過圖

警方開始於下午4時在立法會示威區施放催淚彈之際，目擊者指出警方在沒有任何警告下，向講台發射催淚彈。同時，警方從添美道及龍合街兩邊以催淚彈夾擊集會人士。他們指，當時的群眾由錯愕變成慌亂，紛紛湧向最近的逃生出口中信大廈。由於中信大廈一邊玻璃門被上鎖，示威者只能透過另一邊玻璃門、以及旋轉門進入該大廈逃生，但每次只能容納2至3人通過，數以百計示威者滯留門外。目擊者指，近千人當時不斷湧入中信大廈，但當時只有一道窄門讓示威者逃生，中央的旋轉門亦因大廈內外群眾從相反方向推門而卡死。當時，由於警方向門外的人群外圍投放催淚彈，令群眾更集中逼近玻璃門。為免令門外群眾被困旋轉門內，已進入該大廈的示威者阻止門外的市民繼續使用旋轉門。在逃生無門及催淚彈刺激下，門外的市民慘叫聲和呼救聲不絕。
此時，警察突然向人群中央位置發射多枚催淚彈，隨即引起群眾恐慌。不少人在無處可逃下被逼吸入催淚煙，更進一步爭相衝入大廈。在大廈裏的示威者則改用鐵馬繼續撞擊另一邊上鎖的玻璃門，希望打破玻璃讓外面的人進入，但最終未能成功。警察繼續將防線推前，險釀成人踩人慘劇。
部分逃進大廈的示威者讓出位置讓後來者進入大廈，前往中信大廈的頂層。目擊者指，他們人人緊逼在一起，漸漸覺得呼吸困難。當時在大廈內的市民指，在事件發生不久後中信大廈所有樓層、連同後樓梯都逼滿逃難的示威者，大樓內的空氣的含氧量不斷下降，在裡面的市民開始感到呼吸困難、大汗淋漓，皮膚受催淚煙刺激，更有人哮喘發作。在群眾開始有窒息恐慌之際，曾有示威者尋找出口離開大樓，但發現大門所有出口、連同後樓梯都被鎖上。此時，由於每層樓都塞滿人群無法逃生，群眾在逃走無門下恐慌情緒迅速蔓延。
當時，催淚煙更湧進大廈快速飄上頂層，令情況逐漸惡化。在大廈頂層催淚煙越來越濃的情況下，位於下面樓層的示威者接獲頂層的市民呼救，才透過位於二樓、連接的天橋離開大廈疏散人潮，人群其後緩慢地向天橋方向的出口離開，惟警方仍於中信大廈天橋橋下施放催淚彈。目擊者指出，整個過程歷時約30分鐘，沿途看見很多人情緒崩潰。
到2020年，監警會的報告根據警方陳述，指示威者當時的退路暢通無阻，反指民陣搭建的講台阻擋了示威者視線。不過傳真社查證後，發現警方已經在中信大廈正門對出的龍匯道，以及迴旋處近添美道位置設防線，並發放催淚煙兩邊夾擊，人群只可進入中信大廈內走避。而曾任監警會國際專家組成員的斯托特也不認同報告這部分的說法。

### 佔領區擴大

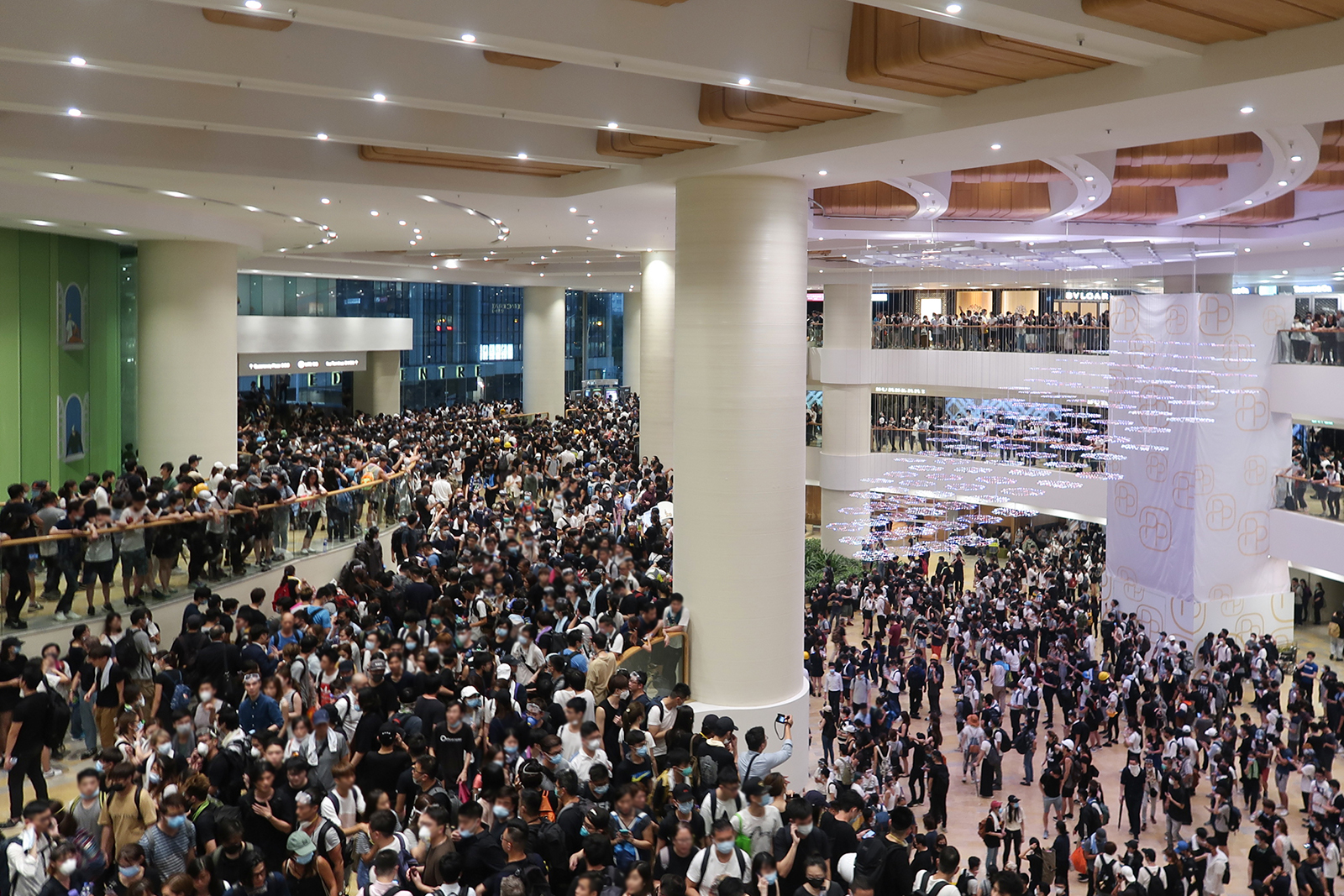
到傍晚，大量示威者到太古廣場暫避

而太古廣場內的商店和扶手電梯在下午6時起已關閉，並且有大量示威者暫避。示威者認為商場職員態度大致友善。
晚間則有更多下班的市民加入行動，佔領區進一步擴大，金鐘（金鐘道、正義道）、中環（干諾道中、愛丁堡廣場、康樂廣場、德輔道中、畢打街、會所街、昃臣道、德忌利士街、環球里、美利道、遮打道）、灣仔（皇后大道東、軒尼詩道）等地成為佔領區。

### 金鐘清場、示威者陸續散去

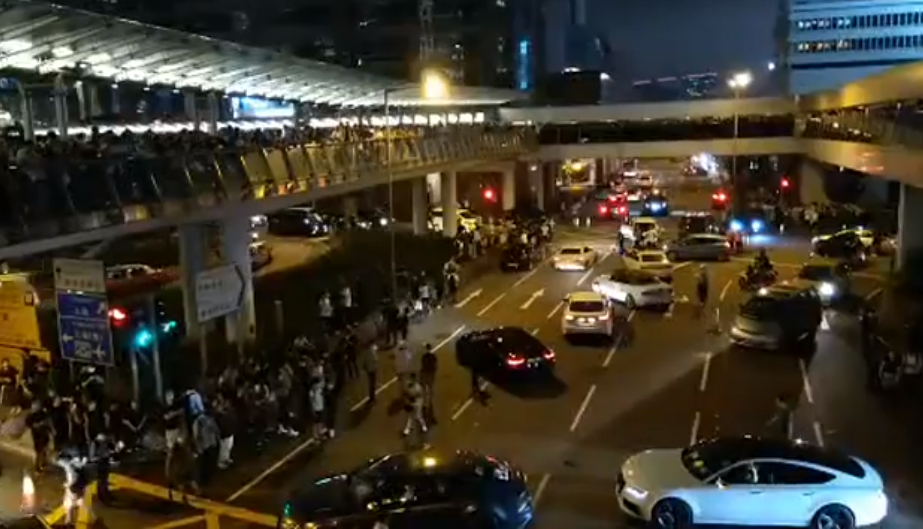
入夜後，示威者陸續退到中環佔領畢打街及干諾道中一帶

約下午7時，警察施放催淚彈並將金鐘清場，位於干諾道中約200名示威者轉往中環畢打街附近及怡和大廈對外的天橋上。警方有消息表示當時未有清場計劃。
6月13日子夜，仍有千餘示威者聚集在夏愨道及愛丁堡廣場附近。凌晨1時，大部份示威者已經散去，剩餘數十人留在金鐘道、干諾道中、夏慤道及中環一帶。愛丁堡廣場天橋上亦有示威者留守。凌晨2時左右，天橋及夏愨道上僅餘數名示威者清理垃圾。早上約6時，政府總部附近已無示威者跡影。早上8時許，夏慤道已全線回復暢通。
香港警務處處長盧偉聰於6月13日的警察記者招待會上表示，初步點算在行動中警察施放了逾150枚催淚彈、20發布袋彈、數發橡膠子彈，期間亦有使用警棍、胡椒噴霧、催淚水劑等。

## 相關事件及行動

### 立法會對應行動

#### 加強保安
立法會保安於佔領行動期間進一步加強，除繼續封鎖示威區及要求進入立法會大樓的人士接受安檢外，亦加派保安巡邏。多名民主派議員在金鐘不同地方守護示威人士，因而亦被胡椒噴霧噴中，包括林卓廷和黃碧雲。當時教育界議員葉建源嘗試協助林卓廷返回大樓，於是他在立法會停車場出口的鐵閘外向保安表明身份及要求進入，然而保安聞言後未有理會，他再三表明有議員受傷，保安仍然拒絕開閘。

#### 取消會議
早上8時半，由於立法會入口被堵塞，工務小組委員會宣布取消會議。
大約早上10時50分，即原定立法會大會會議召開前不足10分鐘，立法會秘書處宣布更改開會時間至「稍後時間」。
下午近3時，有傳媒發現載有建制派議員的小巴離開中區警署，但未知去向。《蘋果日報》表示衝突期間，建制派議員獲入住警方的安全屋。
衝突爆發後十小時的下午6時，立法會秘書處最終宣布不會在當日召開任何會議，意味二讀條例將會最快在翌日的13號開始審議。
翌日早上，立法會繼續取消會議。同日下午，立法會秘書處宣布修例二讀將會延期舉行。

### 傷者
醫院管理局資料顯示，最少79人受傷求診，包括56男23女，年齡介乎15至66歲。其中2名男傷者情況嚴重，13人穩定，在6間醫院接受治療，有64人已經出院。有示威者在金鐘受傷後，拒絕登上由港鐵安排的救護車，經義工陪同到九龍的公立醫院接受治療
，但有示威者在醫院回答警員查問時，說自己來自金鐘，便隨即被拘捕。

### 拘捕
6月11日晚，警察以涉「串謀公眾妨擾罪」於新界拘捕一名疑為與行動有關的Telegram群組管理員的男子，並逼其將小米手机6解鎖。
警方表示已拘捕11人，涉嫌襲警、非法集會、暴動等相關罪行。當中涉暴動罪的4人在醫院內被捕，包括一名右眼中槍受傷，在拔萃女書院任教的通識科教師、香港城市大學和香港浸會大學學生。
警方承認在醫院內拘捕示威者，有醫護人員亦發現警方在醫院派出便衣警察搜捕正接受治療的受傷示威者，並指警員不斷要求將懷疑因參與示威而受傷的人士送入羈留病房。警方在醫院拘捕示威者的做法引起醫學界強烈不滿，多個醫學界組織共同發表聯合聲明，批評警方妨礙醫護人員工作，延誤傷病者求診及治療，破壞醫患之間的信任，令受傷的病患害怕求診及加重傷勢。公立醫院醫生表示「傷者最好不要向醫護透露與傷勢無關的資料，是槍傷就說槍傷；是棍打傷就說是棍，但不要說是誰打、不要說地區等」，還提醒求診人士如遇護士召來警察，更必需保持緘默。
6月13日晚，有消息指警方在香港大學李國賢堂宿舍進行調查，而宿舍經理接獲警方通知要進行搜證後，尋求立法會議員協助。其後鄺俊宇及許智峯到達現場，2名律師及約50名同學在宿舍大堂下商討。據香港大學學生會學苑在Facebook透露，有4名大學生因示威被捕，其中有2名因遊蕩罪而被捕。舍監吳兆文指出有2名學生被捕，但晚間並未有警員進入宿舍搜查。與此同時，法律支援團隊確認警方並無李國賢堂搜查令。
6月18日，警方因沒有足夠證據提出檢控，對8名以涉嫌遊蕩為罪名拘捕的示威者撤銷檢控，他們獲無條件釋放。
10月24日，於6月12日被警方以涉嫌干犯暴動罪拘捕的5名示威者全數獲釋放。

### 檢控及判決

#### 暴動罪
一名21歲，任職會所泳池夜間救生員的姓冼男子在2019年9月13日，被控告一項「暴動」罪及兩項「抗拒警務人員」罪，是唯一一名在612衝突被控暴動的人士。控罪指被告在2019年6月12日於立法會大樓公眾入口，與其他不知名人士參與暴動；並指他抗拒警長34730及警員20338。 2020年5月4日，被告承認暴動罪，兩項抗拒警務人員罪則不予起訴。 5月15日，法官指被告罪名嚴重，以6年監禁作量刑起點，已因被告認罪而予以扣減刑期1/3。宣判被告入獄4年。成為反修例為運動中首宗渉及暴動罪的判刑。
警方就事件見記者，表示歡迎法庭裁決。認為判刑能反映暴動的嚴重程度。他說去年6月12日有數千名示威者包圍立法會並進行堵路行為，當中有人用磚頭等物件衝擊警方，警員在「別無選擇下」施放催淚煙。當日示威者「利用警方的克制」，衝擊警方防線，令多名警員受傷。他又指，警方就去年9月29日的港島區遊行後的衝突，以暴動罪起訴98人。暴力非表達意見方法，於不違法的原則下警方尊重表達意見權利，又呼籲年輕人不要作違法行為。
一名27歲助理設計師事隔近4年，被控於2019年6月12日，在夏愨道附近與身份不明的人參與暴動，案件在2023年5月17日於東區裁判法院首次提堂，被告獲准以5000元現金保釋，條件包括交出旅遊證件、居於報稱地址、每周到警署報到3次等，其間不准離港。

#### 襲警罪
一名25歲擔任閉路電視技工的莊姓男士被控1項襲警罪，控罪指被告於2019年6月12日，在灣仔軍器廠街與駱克道交界襲擊執行職責的警務高級督察。2019年10月於東區裁判法院首次提堂。控罪指警員搭着被告膊頭準備調查，被告卻轉身向他揮拳。 經審訊後，裁判官表示不肯定被告動作是故意還是意外，也不肯定被告是否聽到警員表露身份，因此裁定罪名不成立。
另外一名23歲報稱電器技工的陳姓被告，在2019年12月被控一項襲警罪，指控被告被追截時推跌一名警長。 被告經審訊後罪名成立，判監一個月，他獲准保釋等候上訴結果。

#### 非法集結罪
一名33歲庾姓公司董事助理，在政府總部外搬動一個鐵馬至行車路，被控告非法集結罪。他承認控罪，被裁判官判囚14天。律政司不服刑罰過輕，向上訴庭申請刑期覆核。最終，上訴庭大幅加刑，改判被告監禁7個月。撰寫判辭的法官潘敏琦形容，當日示威者並非只限阻礙警員，而是以行政機關的總部為目標，正面挑戰政府管治，被告作為屬「火上加油」，刑期需要有足夠的懲罰和阻嚇力度。
另一案件中，有6名人士被控非法集結罪，年齡為19至28歲，包括：王姓學生、梁姓工程師、羅姓男子、馮姓廚師、何姓酒店職員，及郭姓男子。控罪指他們於同日在金鐘夏愨道與他人非法集結，並意圖破壞社會安寧。王姓學生另被加控1項刑事毀壞罪，指他於6月21日在灣仔警察總部外牆上噴「condom」和「con」兩詞，損壞灣仔警察總部外牆；另被控1項藏毒罪，指他在8月27日管有2.72克大麻草。到2020年10月27日，其中2名被告承認認罪，並裁定罪名成立，其餘3人不認罪。同案的19歲學生在2020年上庭前聲稱肚痛而求醫，之後一直缺席聆訊。該學生到2022年7月13日被警方發現在西貢欲乘船赴台灣潛逃而被捕，警方其後亦透露他在2020年4月被慫恿到美國駐港澳總領事館尋求庇護，但遭到拒絕。之後被安排到荃灣一個沒有窗戶的工廈單位匿藏。他在7月14日帶往東區裁判法院出庭時，身型偏瘦，頭髮近乎及腰，並綁起低馬尾，在庭上大部分時間都望向地下。王姓學生表示承認控罪，但裁判官劉綺雲因要處理案件其他事宜，下令充公保釋金，案件押後至8月31日再訊，其間被告還押。2023年1月5日再提堂，其中梁姓工程師、何姓酒店職員於2020年10月及王姓學生於2022年7月均承認非法集結罪，另外3人不認罪；控方已把終院早前就1宗非法集結案的補充陳詞呈交法庭，而其中1名不認罪被告有補充陳詞，並希望法庭可排期裁決。裁判官劉綺雲把案件押後至2月24日進行結案陳詞，4月14日裁決，期間除了王愷銘正就毒品案在戒毒所服刑外，其餘被告獲准更改保釋條件，由人事擔保轉為現金2萬元擔保。另外劉綺雲指由於有限期，現時取被告的報告不切實際亦無意思，並指本案各被告面對「共同控罪」，不宜於現階段判刑。因此拒絕王姓學生的律師要求。馮姓廚師另被控在同日在夏愨道另處參與非法集結。同案 3 名不認罪被告，在2023年4月14日被裁定非法集結罪成。觀搪裁判法院裁判官劉綺雲指控方證人誠實可靠，供詞與呈堂片段吻合；不接納被告稱為保護「王婆婆」而投擲雪糕筒，認為他若相信警員警棍擊中「王婆婆」，當時應會叫喊「打阿婆」等含「暴力襲擊」的用字，而非僅叫喊「蝦阿婆」。裁判官又指，現場有人辱罵警員或令情緒升溫，旁觀者必然知道警方施放胡椒噴霧，是合情合理。裁判官指，3 名被告均有搬動鐵馬、衣著與示威者相同、行為具威脅性，故裁定 3 人非法集結罪成。而同案件另外2人，包括25歲工程師和20歲酒店職員早於 2020 年 10 月 27 日認罪，至今近 2 年半尚未判刑，裁判官下令為 2 人索取背景報告，及替何索取勞教中心報告，並撤銷他們的擔保。6人還押至5月3日判刑。到判刑當日，觀塘裁判法院裁判官劉綺雲指，案發時不少人身穿黑衣，搬動鐵馬築起路障，人數由百多人迅速增至過千人，有被告曾投擲雪糕筒挑釁警員，認為事件有預謀，並非即興發生。裁判官指，本案規模大和針對政府大樓，金鐘為核心商業行政區，認為各被告積極參與，助長及挑動其他示威者，令現場情況惡化。裁判官判刑時指，接納有被告母親患癌而減刑，亦有考慮認罪、初犯及時間等減刑因素。6名被告判處監禁5個月至9個月3星期。
一名右眼受傷、視力剩餘2.5%的拔萃女書院前通識科教師楊子俊，在事件發生3年後，被控以兩項參與非法集結罪。他提到事發當日曾因暴動罪被捕，其後「踢保」，到2022年4月14日再度被捕。在東區裁判法院提堂，主任裁判官嚴舜儀批准被告以10萬元保釋，不得離港，須每星期到警署報到3次。2022年7月24日，楊子俊在臉書中貼文表示，將會在8月中的聆訊，承認「非法集結」罪。到8月15日，楊子俊承認兩項控罪，不過東區裁判法院主任裁判官嚴舜儀不覺得他被射傷眼睛，導致視力剩餘2.5%足以構成減刑因素，最後判處監禁9個月。

## 後續示威行動

### 6月13日

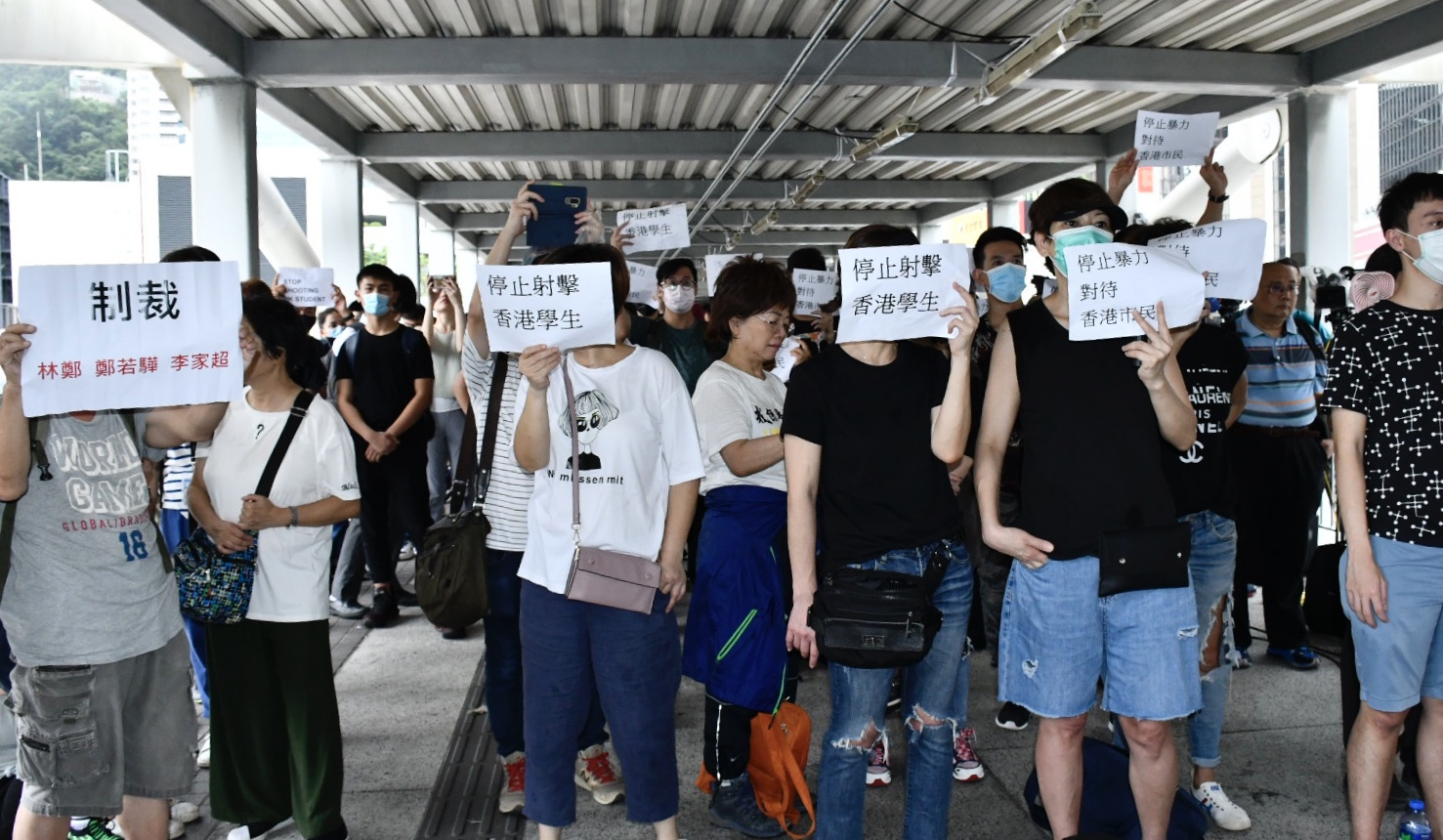
早上9時許，示威者自發到金鐘立法會中信天橋入口附近示威，抗議警方武力對付示威者

6月13日早上，有乘客在港鐵觀塘線部分車站不適暈倒，需按動緊急求助按鈕；亦有乘客「差錯腳」（不慎踏空），一隻腳卡在月台與車廂間之空隙，使車門運作受阻，列車未能順利開出。
早上9時許，金鐘中信橋有近百示威者聚集，要求手持盾牌的防暴警察開路，並高舉標語呼叫「撤回」口號。泛民主派議員到場調停，表示不開會後便散去。而金鐘多處有年輕人整理物資期間，遭超過50警察到場查問物資及身份證。有人向議員求助後，立法會議員譚文豪、梁耀忠、尹兆堅、張超雄到場協助，警方稱要「確保現場是否有通緝犯」，警員最終撤退。而添馬公園有自稱便衣警察搜查一名男子及一名女子的隨身物品，引起在場人士起哄，要求該疑似警員道歉和證明不是冒警。其後譚文豪議員要求疑似香港警員出示委任證證明來歷，但其拒絕出示，僅回答「有需要可找其長官」。至早上11時，立法會議員張超雄通知示威者會議取消，示威者們便和平散去。
到下午2時14分，金鐘站重開，金鐘中信橋有約200人集會，並對鐵欄後戒備的十多名警察合唱《Sing Hallelujah to the Lord》﹙唱哈利路亞讚美主﹚，歷時數小時。而當晚有數百名社工及社工學生在灣仔警察總部外示威，譴責警方濫用暴力，高呼「阿sir唔好開槍」﹙警察不要開槍﹚。警方派出代表接收信件。
民陣於6月13日下午表示計劃在16日再次發起遊行，目的為譴責警察暴力驅散示威者及要求政府撤回修訂逃犯條例。

### 6月14日
早上約8時，香港眾志7名成員在美孚站來往西鐵線的行人通道進行跪地反修例行動。成員一字排開手持「罷課罷工救港」示威紙牌，高呼「反送中」口號，呼籲市民響應星期一全港罷工罷課罷市「三罷」行動。現場有港鐵職員維持秩序，未見太大阻塞。但同時向眾志表示他們的行動違反港鐵附例，將會出傳票檢控。乘客反應兩面，有人以拍手、舉起雙姆指和說「加油呀」給予支持，但亦有人批評成員不應阻塞通道，甚至以粗口辱罵。
當晚約8時，一群反對修訂《逃犯條例》的母親穿上黑衣，響應在中環遮打花園發起「香港媽媽反送中集氣大會」的集會，大會表示有6000人參加。警方表示最高峰時有980人參與。

### 6月15日
因應網上號召，中午時分，數十人在香港國際機場參與「行下坐下接下機」行動，舉起反對修例標語、報章和有關示威活動的自製旅遊指南。警方和機場管理局等派人戒備。有機管局人員上前警告行為可能違反機管局附例。有回港市民認為行為破壞香港形象。參與者則希望行動引起社會關注修例。機場秩序未有受阻。
同日下午4時許，有一名35歲名為梁凌杰的男子穿著黃色雨衣，背上寫上「林鄭殺港，黑警冷血」，在金鐘太古廣場外牆的工作台外懸掛「反送中 No Extradition To China」、「全面撤回送中，我們不是暴動，釋放學生傷者，林鄭下台，Help Hong Kong」的抗議標語，抗議林鄭月娥及警方稱示威為暴動，並要求撤回條例草案而不是暫緩、釋放在警民衝突中的被捕人士及特首林鄭月娥引咎辭職，消防員接報後在現場打開救生氣墊，至接近9時，梁凌杰突然爬出棚架外，消防員嘗試展開救援，惟梁最終墮樓，送往律敦治醫院搶救後不治，為反對修例運動中的首名死者。市民陸續在太古廣場外獻花悼念死者，當中包括佔中三子之一朱耀明牧師。

## 分析
有時事分析者指出，這次的佔領街道事件與雨傘革命的不同之處在於，這次沒有領袖，而雨傘革命領袖黃之鋒及戴耀廷、魚蛋革命領袖梁天琦都身在監獄，黃台仰流亡德國。
另一方面，這次警察佈防更大，警車部滿四處，警方裝備亦有所提升，例如配備了橡膠彈、布袋鉛彈，與大型噴槍。這次警察亦比以往更加多對一些人搜身，又更加多驅趕記者。
有法輪功背景的媒体觀點認為，這次的《逃犯條例》之爭也是中国共产党高層「內鬥」的「延長賽」。是以现任中共總書記習近平為首的現任領導勢力與以前總書記江澤民為首的江派「反習」勢力鬥爭的結果。

## 爭議

### 警方不當使用暴力和挑釁態度
傳媒報導了不少香港警方涉嫌過份或不合理使用武力及挑釁行為的照片及影片，並在各大社交平台（包括Facebook、Instagram、WhatsApp、LIHKG等）掀起爭議，其中包括：
- 香港攝影記者協會發表的聲明中提及一連串警察危害新聞自由的舉動，其中包括以催淚彈、盾牌、胡椒噴劑、警棍攻擊記者、以警棍及槍支恐嚇記者、辱罵記者、刻意遮擋記者鏡頭、以及在無合理懷疑下對記者進行搜身[123]。
- 商業電台當晚在社交媒體發佈片段，顯示警方當晚在金鐘正義道驅散示威者期間，商台記者雖然在採訪時多次表明身份，但仍遭警員揮棍多次推撞，而且以「記你老母！」（記你媽！）回應[124]。

- 一名法國法蘭西24記者在夏愨道橋上看到警察對準正在採訪的傳媒發射催淚彈，他舉高雙手證明自己沒有武器。不過警察未有理會，繼續將槍對準傳媒，要他們全部走下來。之後他十分憤怒，怒罵「You shoot the press, motherfuckers」﹙你射擊傳媒，混賬東西﹚，並表示「It's still Hong Kong not China, not yet」﹙這裡仍是香港，不是中國，還不是﹚[125]。入夜後，CNN以「Hong Kong Police appear to target journalists （香港警察似乎將目標鎖定為記者）」為報道標題[126]。
- 民權觀察留意到警察與示威者僅相距15米，卻仍然向示威者直射催淚彈，做法違反槍械用法及可造成嚴重傷害[127]。民權觀察亦注意到警察以警棍襲擊正背著警方離開的示威者，實屬過度使用武力[127]。
- 十多名警員在夏愨道衝向一名示威者後將他壓在地上，並不斷用警棍毆打示威者[128]。
- 有警員近距離以裝有金屬子彈的槍械射擊示威者的頭部與眼睛[129]。布袋彈及橡膠彈均為非致命武力，警方曾表示有指引，警方規定只能向目標的下肢發射，以減低傷害程度，又能達到擊退目標的效果。但警方涉嫌違反指引射擊下肢以外的位置[130]。另外根據外國例子，若近距離被射中，布袋彈和膠彈的威力與實彈分別不大，強調布袋彈只適用於遠距離[131]。
- 警方阻礙救護車救援受傷的示威者，並抬走該名倒地的傷者進行拘捕[132]。另外，有救護員指，有警員衝上載有傷者的救護車，強行把傷者拖下車。[133]
- 警方在未有舉起黑旗（警告將使用催淚煙）或者橙旗（警告將會開槍）的情況下，突然向示威者開槍，並擊中其右眼[134]。
- 一名外籍人士坐在香港大會堂對出的草叢旁休息時，突然被警察以極近距離不斷噴射胡椒水。而有人在附近座位休息時，亦被6-7名警察將他拉倒地上，並不斷被警棍毆打[135]。
- 警方在立法會示威區進行反攻時，舉長盾向手無寸鐵示威者攻擊。一名女示威者遭到多名警員圍攻後倒在地上並被拖行，亦多次被警棍和盾牌敲打，使其抱頭瑟縮。營救她的同伴亦遭警棍毆打。[136]
- 警方驅散示威時，市民被迫退到金鐘站，但被警察試圖追擊，警察更向地鐵站C出口樓梯處發射胡椒噴霧，站內大堂佈滿化學氣味。市民批評警方妄顧市民安全，行為已屬不正常。[137]
- 警方在龍匯道用催淚彈驅散示威後，由於無路可走，大量示威者只能退守中信大廈內。但由於入口其中一對玻璃門被鎖上，加上所有樓層都已人頭湧湧，結果大量示威者被圍困在入口外。而警方繼續發射催淚彈到大廈外，示威者慌亂走入大堂，險釀成人踩人慘劇，而大樓內佈滿催淚煙，令呼吸更困難。[53][52][51][138][139]
- 警方特別戰術小隊清場期間，示威者退守太古廣場內。《立場新聞》直播片段顯示特別戰術小隊在商場玻璃門入口不斷敲打盾牌威嚇對方，並說出帶有粗口的挑釁說話「出嚟啦！屌你老母，自由閪」﹙出來吧！幹你娘，自由屄﹚，令對方情緒激動[140]。
- 警方在添馬公園和夏慤道清場後，香港電台在傍晚時分拍攝到數名身穿白色制服的警官，面露笑容一字排開拍照留念[141]，被指與馬尼拉人質事件中的警員在旅遊巴前「拍照留念」的不專業情況非常近似[142]。亦有警員在立法會大樓內休息後拍大合照，舉起姆指和笑容滿面，惹來批評[143]。
- 有基督教牧師嘗試調解衝突時，被警察斥責「叫你耶穌落來見我哋！」（叫你的耶穌下來見我們！）[144]。

事後有多個組織譴責警方濫用武力、阻礙記者，包括大律師公會、人權觀察、國際特赦組織等。警務處處長盧偉聰則表示警方表現克制，依從指引使用武力，又稱當日使用的警棍、布袋彈、胡椒噴霧、催淚彈、橡膠子彈等，全是低殺傷力武器。
泛民主派立法會議員促請政府成立獨立調查委員會來還原事件真相，並檢討警方武力使用及策略。但民建聯立法會議員葛珮帆反對，認為對警方「不公道」。而4個警察工會(警察隊員佐級協會、警司協會、警務督察協會及海外督察協會)均強烈反對成立獨立調查會，認為現時處理投訴警察的機制「行之有效」。

### 速龍小隊沒有警員編號

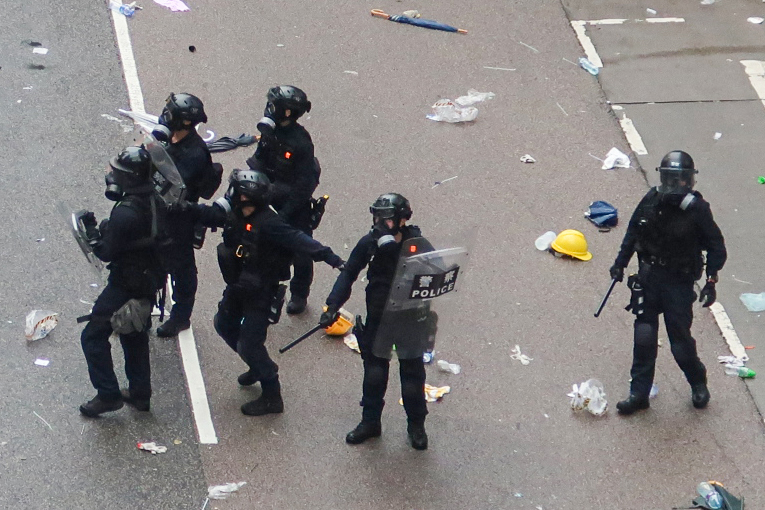
「速龍小隊」的制服上沒有警員編號，使市民難以辨認他們的身分作出投訴

6月12日，警方出動俗稱「速龍小隊」的特別戰術小隊驅散人群，並過度使用武力。不過制服上沒有警員編號，使市民難以辨認他們的身分作出投訴。泛民主派的立法會議員和人權組織「民權觀察」質疑批評警方是故意這樣做，以免有人投訴警察濫權和可以逃避法律責任。保安局長李家超在立法會緊急質詢時回應稱，速龍的制服是按行動和戰術需要而設計，並無位置展示警員編號。
不過多間媒體翻看6月9日衝擊立法會後的清場行動，以及6月17日在龍和道障礙物的相片和影片，發現部分「速龍小隊」工作服的胸口有掛上警員編號和設有肩章。而2016年反釋法遊行和2016年旺角警民衝突，當時的速龍小隊的制服肩膀上是印有警員編號。

### 公立醫院電腦被揭設警方專用版面供警察取得病人資料
2019年6月17日，醫學界立法會議員陳沛然表示，有多間公立醫院前線醫護人員向他透露，警方可毋須登入急症室電腦系統「AEIS」下，以警方專用版面，就可以取得病人資料清單，甚至打印病人清單以供警方執法。陳公開了部份「For Police」警察專用介面畫面批，以及使用「AEIS」後不必登入便可取得病人資料的片段，評醫管局管理層謊話連篇，沒有維護病人權益，認為此事件將令病人和前線醫護人員對醫療系統失去信心，促請醫管局召開記者會公開道歉，同時要求個人資料私隱專員公署介入調查。當晚，醫院管理局深夜召開記者會，並於Facebook 發表聲明，強調系統需要登入，亦未有打印出病人資料；然而該聲明並未有在新聞公報及醫院管理局官方網站發佈。及後，有醫學界人士指出「AEIS」已沿用20年，當中的「警察介面」原意為讓警察在重大災難時聯絡不知名病人的家人及協助拯救工作；而「AEIS」有新舊兩個版本，舊版本是整個急症室共用同一組密碼，因此亦無法追查誰人曾查閱病人紀錄，造成病人資料安全隱憂。

### 建制派疑似散播謠言
6月15日，有一個名為Louis Yuen的網民發佈了一段長6分鐘，名為《致年青人：你們沒上街的父母根本沒有愛過你》的短片，影片中一名自稱曾參與遊行示威的「90後」青年批鬥香港父母，指父母沒有一起參與衝擊，所以「你嘅父母根本無愛過你（你的父母根本沒有愛過你）」。影片發佈後隨即被香港建制派網絡平台和媒體以及香港中聯辦旗下媒體《文匯報》引用，並批評該男子批鬥香港父母猶如文化大革命和極端思想滲入校園，又認為該年輕人是在「反對派」反修例行動的「持續煽動」下成功被「洗腦」。
有網民、相關領域的專家等評論人質疑其真確性。經常打擊假新聞的臉書專頁求驗傳媒指，發布視頻的專頁只有數十人贊好，質疑建制派平台以偏概全和製造撕裂。香港作家徐緣認為該影片的實際觀眾對象是中老年人，企圖挑動兩代之間的矛盾。

### 其他
- 警方在記者會上称佔領行動使一些司機被困，甚至連續8小時不能上廁所及喝水[160]。但是，有涉事司機現身說法，指示威者態度友善，並提供水和食物。司機被困期間亦有下車上廁所及喝水，而其車輛亦未被損壞[161]。
- 中国大陆截斷日本放送協會播放「反送中」之訊號[162]。

## 香港各界反應

### 政府
6月12日下午5時42分，警方發稿，將本次集會定性為「騷亂」，呼籲市民不要進入金鐘騷亂區。不過同一晚九時多，警方改稱「暴動」，改動的原因為誤譯。6月13日的警察記者招待會中，盧偉聰形容示威者為“暴徒”並聲稱當日警方表現已屬克制。
當晚7時多，民主派與民陣召開記者會，譴責警方濫用暴力並再次促請行政長官林鄭月娥撤回修例。不久，無綫電視播放特首林鄭月娥專訪，此乃其首次公開回應佔領事件，林鄭一度含淚，表示自己沒有「賣港」，要為潘曉穎命案交代。8時多，林鄭發表電視講話，強烈譴責有人發動「暴動」，認為行為破壞社會安寧。
有消息指政府將佔領行動定性為「外國勢力想在香港搞顏色革命」。然而，政務司司長張建宗卻表示政府高層並無參與將佔領行動定性為「暴動」，亦無指示警察開槍。行政長官在15日的記者會上否認「顏色革命」的說法。
行政長官林鄭月娥在6月15日的記者會上宣布暫緩修例。她就修例使香港出現大矛盾感到「十分難過」，亦對當今事態發展表示難過及遺憾，並願以有誠意的態度接受批評。但同時認為警方表現克制，表示警務人員的執法是「理所當然」，「天公地義」，並贊成定性為「暴動」。

### 警方
曾處理2014年雨傘運動的警務處前處長曾偉雄稱示威者使用的暴力比當年佔中嚴重，認為警方在武力使用方面相當克制。被問警方是否需要道歉，他表示「唔希望道歉變成一種風土病，（警方）履行職責係咪應該道歉？相信大家都好清楚。」

### 泛民主派、自決派與本土派
中午12時許，多名立法會民主派議員會見記者，要求政府撤回修訂《逃犯條例》草案，並要求立法會主席梁君彥取消當日的立法會大會，不要恢復二讀辯論草案。民主黨主席胡志偉表示要求撤回修訂的訴求非常清晰，形容香港正在危險邊緣，並要求林鄭即日內撤回修訂，以平息民憤。
民陣召集人岑子引述警方反對12日金鐘有任何集會，因此為保障市民安全，12日沒有集會，並呼籲三罷（罷工、罷課、罷市）。
公民黨發表聲明，痛心疾首香港政府向港人開槍，嚴厲譴責林鄭月娥以不合理、不合比例的暴力殘害香港市民；亦反駁警務處處長的說法，稱6月12日發生的事件為「官逼民反的義舉」，而非騷亂或暴動。
民主派會議召集人毛孟靜批評警方濫用武力及誣衊示威者為暴徒。她亦呼籲市民在逃犯條例會議進行時，繼續和平地包圍立法會。
陳沛然認為，警方在公立醫院拘捕求醫的示威者，而醫管局沒有制止警方，則會令到市民不敢到公立醫院求醫，導致醫患關係嚴重破壞。葉一知認為，再次發生佔領街道事件，令他非常擔憂，因為警方將仇恨向示威者發洩，例如向示威者的頭部開槍。
岑敖暉認為，警方在此事是意圖殺人，並且不滿警方多次使用催淚彈，使用長槍對準人頭開槍，與阻止救援者為示威者急救。劉康認為，警方是「黑警」，並且認為警方做了一大堆「窮凶極惡」的事，又指責警方向香港人開槍，向香港人發射催淚彈，襲擊記者。劉康指出，如果警方當日是執行上司所命令的事，警方依然是錯，因為對香港人有效益才是道德基礎，而上司命令，並不是道德基礎。何潔泓認為，林鄭月娥無視了大約100萬人的遊行，迫使市民佔領街道，並且稱讚示威者很勇敢。
佔中發起者之一戴耀廷從監獄寄出一封公開信，讚賞第二次佔中的示威者有勇氣與創意力，又認為第二次佔中的示威者弘揚了佔領街道的抗爭意念。
陳家駒支持，示威者於6月12日將街道佔領，因為這成功地阻止了立法會將「送中條例」二讀。

### 建制派
民建聯主席李慧琼認為示威者衝擊警察防線並向警察投磚塊和削尖的鐵枝，其暴力程度“令人震驚”，並請求各界予以嚴厲譴責。同黨的立法會議員葛珮帆表示年輕人以暴力衝擊解決問題，反映香港教育制度失敗。
工聯會於6月14日發表聲明，表示譴責示威者勾結外國勢力發起佔領行動，同時表示支持警察執法。
工聯會黃國健表示對逃犯條例的立場不變，並認為香港警察相比世界各地是最温和及忍讓的。他亦認為示威者採取激進行動會損害香港的國際形象。
新民黨主席葉劉淑儀批評示威者違法使用暴力，並認為社會問題並不會因撤回修例而獲得解決。
6月14日，建制派態度軟化。實政圓桌召集人田北辰認為修例不易，政府應暫緩修例。民建聯立法會議員蔣麗芸亦表示因大量市民反對修例，延遲修例未嘗不可。然而，新民黨主席葉劉淑儀仍然表示政府有必要儘快通過修例。泛民主派議員亦質疑建制派的態度軟化只是緩兵之計，不宜盡信。

### 教育界
10間大專院校校長發表聯合聲明，表示關注對立局面，呼籲各方冷靜。直資中學議會執委會亦表示反對暴力，亦不認同罷課。教協發聲明表示政府不惜一切硬推修例，立法會又不斷加開會議配合政府，做法必須譴責，並認為現時社會氣氛急劇惡化，因此宣布發動本周全港罷課。教聯會和教育局分別譴責和反對罷課的決定。教聯會認為公開呼籲師生罷課違反專業精神，是極不負責任行為。不僅嚴重干擾校園正常教學秩序，亦影響學生學習及升學進度，憂慮會有未成年學生捲入暴力事件，危及人身安全。
到6月13日傍晚，教育局局長楊潤雄向全港的校監及校長發信，以《緊守崗位　守護學生》為題，指學校作為僱主，應按相關條例處理罷課教師。教協表示有關做法會對學校造成壓力及製造白色恐怖，指師生有權利表達意見，要求政府「撤回」《逃犯條例》修訂。教協亦同時發起教育界聯署譴責楊潤雄，要求教育局收回信件，並就事件向全港教育界道歉。截至6月17日，已有1,139人參與聯署。

### 傳媒界
因佔領期間某些警察的行為威脅記者人身安全及損害新聞自由﹙如向記者施放催淚彈﹚，約40名記者響應香港記者協會的呼籲，在6月13日警察記者招待會上穿著反光衣及戴上頭盔，以抗議警察處事方式不當。記者協會亦收集到17宗記者遭受警方不合理對待的個案，懷疑有警察針對記者，表示日後會向監警會投訴。另外，當天(6月12日)也有示威者向無綫新聞記者爆粗：「走啦，TVB，返大陸啦，X你！」。
6月13日，曾因在中国大陆非禮女童而入獄之刘马车出席香港警察员佐级协会创建人退役同僚联会晚宴，支持警察及支持修例。
香港攝影記者協會於6月14日發表聲明，譴責警方威脅記者人身安全及新聞自由。協會亦要求警方改革現行制度以確保同類事件不再發生。
王迪詩本來準備在6月15日信報專欄開天窗，寫上「人神共憤」四字，被信報編輯拒絕刊登，因而終止此寫了11年之專欄。

### 交通運輸界
汽車交通運輸業總工會譴責示威者使用暴力，並阻塞交通影響司機生計及增加交通意外風險。工會亦要求警察儘快拘捕涉事者。

### 醫療界
2019年6月15日，有香港公立醫院的醫生與護士不滿警員留在醫院，而當面痛斥留在醫院的警員是狗：「你哋唔應該喺呢度，你哋行返出去，因為你哋係狗！」（你們不應該在醫院，你們行出去，因為你們是狗）。另外，當有警員向護士查詢傷者的身處位置，護士則拒絕透露傷者私隱，又建議警員「用鼻索（嗅）」自行尋找，暗中諷刺警員是狗。

### 宗教界
佛教、天主教、孔教、基督新教、道教及回教共六個宗教領袖，呼籲政府和大眾克制。明光社呼籲立即擱置修訂逃犯條例，促請政府官員有需要時憑良心辭職，聲明又希望立法會議員勿強行通過不逼切及無社會共識的條例，同時呼籲警方勿以武力挑起市民更大的反抗情緒。
基督教有數十名牧師和傳道者召開記者會，讉責警察暴力镇壓示威者，並抹黑示威者參與“動亂”。同時，他們亦批評特首自稱“慈母”，但以暴力對待“子女”。
天主教香港教區宗座署理湯漢樞機在接受梵蒂岡新聞網訪問時，呼籲政府和示威者要尊重對方及展開對話。他認為公民訴求不應該包括暴力，並認為使用暴力的行為應受譴責。

### 其他界別
七名上屆政府問責官員，包括前勞福局長蕭偉強、前運房局副局長邱誠武等，聯署要求政府撤回修例。
6月13日，因不想成為開槍幫兇，徐姓警察總部飯堂經理連同一同事辭職，為即時離開，賠了一個月薪金，並在辭呈上寫下離職原因「I refuse to serve evils（我拒絕為邪惡效力）」。
總商會於6月13日發表聲明，譴責“訴諸暴力的行為”，但同時請求政府聆聽各界意見。
香港藝術家工會、香港專業戲劇人同盟、香港文學生活館、影意志等發表聲明，就警方過度使用武力「表達極度痛心及憤怒」，並予以譴責。
民間有人士在街頭播放警方暴力清場片段，希望能引起市民關注。

## 世界迴響

### 修例前剔除之國家

#### 中华人民共和国
- 外交部：6月12日，外交部否認有武裝力量前來香港，並認為佔領行動是損害香港繁榮穩定的行為[185][211]。6月13日，外交部對事件作出定性指，“香港金鐘一帶發生的情况不是和平集會，而是公然地、有組織地發動暴動”；外交部同時表示，“中國中央政府强烈譴責各類暴力行為，我們支持香港特區政府依法予以處置”[212]。6月14日，外交部緊急召見美國駐華大使館臨時代辦傅德恩，嚴正交涉美國就修例一事“說三道四”[213]。
- 駐英國大使：6月13日，中國駐英國大使劉曉明認為西方媒體誇大數據及曲解事實，並指出中央政府未曾下令要香港修訂條例，也沒有權建議特區政府停止修例[214]。

#### 中華民國

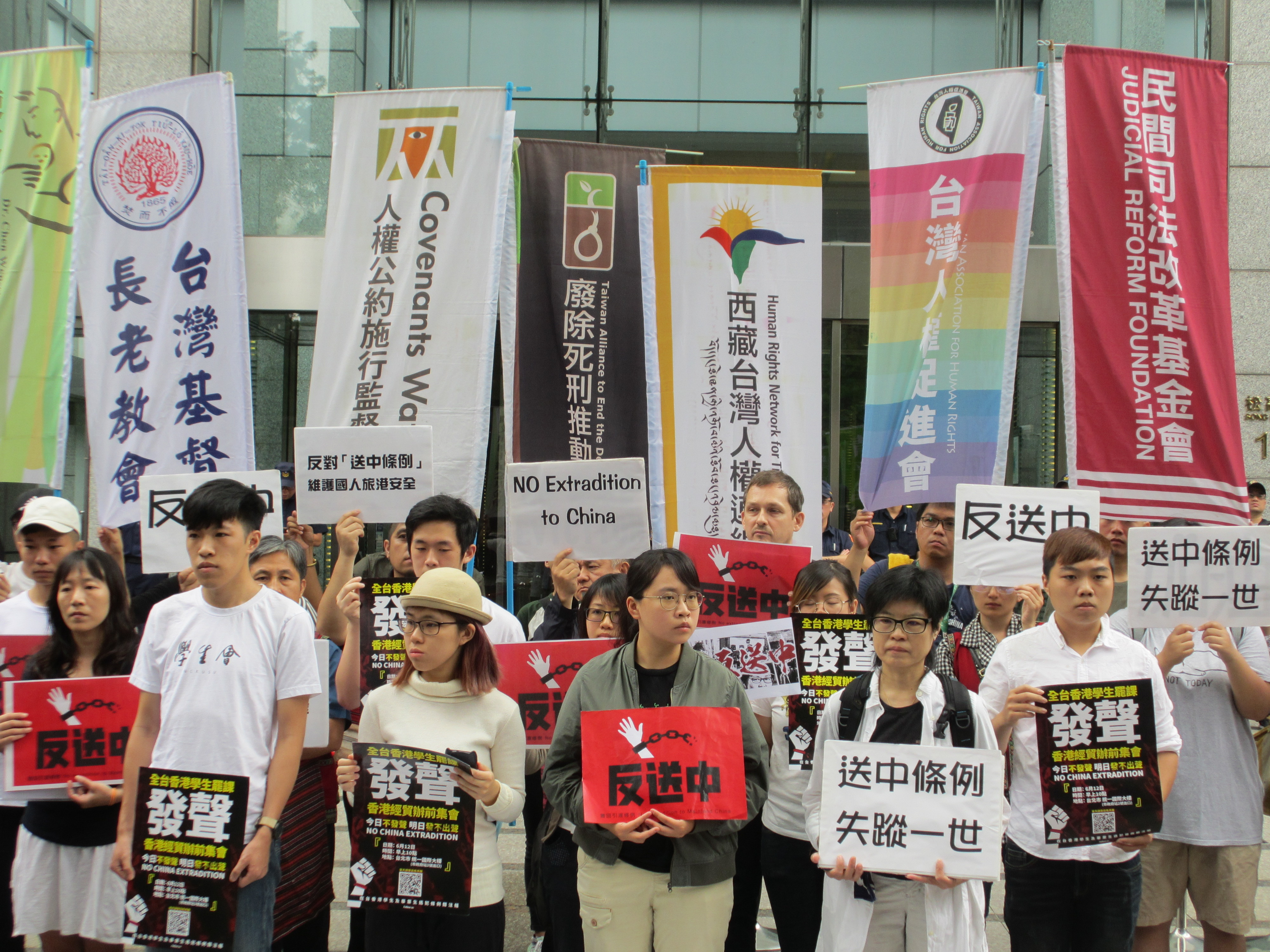
台灣人權促進會等組織在6月12日舉行集會反對逃犯條例

- 總統：蔡英文總統對香港政府開槍感到震驚，並指出「自由的台灣撐香港的自由」[215]。
- 陸委會：發佈「暫避免前往」香港警示，為歷史首次[216]。同時，發言人邱垂正表示政府正在研擬方案，以因應可能出現香港難民申請庇護的需求[217]。
- 外交部：6月11日，次長徐斯儉說「這對習近平推銷台灣版的『一國兩制』是一個不利因素」。部長吳釗燮也說：「你們並不孤單，台灣與你們站在一起。」[218]

### 其他國家

#### 英国
英國政府呼籲香港特區政府聆聽民眾的憂慮。

#### 美国
- 时任美国總統唐納·川普認為中港兩地能夠解決問題[220]。
- 眾議院議長佩洛西表示支持反修例的示威者[185]。
- 眾議院中國事務委員會主席吉姆·麥高文（Jim McGovern）表達將跨黨派提出《香港人權與民主法案》，明定涉及鎮壓香港民主自由的香港與中國官員將禁止進入美國境內，且將凍結其在美國的資產[221]。而美國共和黨參議員克魯茲（Ted Cruz）和民主黨參議員馬基（Ed Markey）在國會提出私人草案，提出修訂《香港政策法》[222]。
- 前美国外交官傅立民（英语：Charles W. Freeman Jr.）(Chas Freeman)：中美双方都应该保持克制，要有收拾残局的能力，不可放纵于情绪。暴力示威者不应该受到外国同情。他们没有捍卫“港人治港”的原则，而是在引致“港人灭港”。[223]

#### 德国
總理默克爾的發言人表示慶幸香港示威和平進行，並希望雙方能保持和平。

#### 日本
日本有多名議員聯署，要求外務大臣河野太郎表明反對逃犯條例及「向非暴力遊行示威行使武力鎮壓」。

#### 
澳洲外長佩恩（Marise Payne）向行使言論自由的和平示威者表達支持，並呼籲各方避免使用暴力。他亦建議國民避開集會地點。

#### 俄羅斯
俄羅斯聯邦支持中國政府。

### 國際組織

#### 欧盟
歐盟發聲明，指出香港特區政府須尊重和平集會自由等公民權利，同時又呼籲各方克制，避免暴力進一步升級。歐盟認為《逃犯條例》修訂引起香港市民很大關注，認為面對這個敏感議題，或會影響港人、歐盟公民以至其他國民對香港商業信心產生深遠影響。

#### 國際特赦組織
國際特赦組織香港分會總幹事譚萬基認為警察使用武力只會火上加油，並呼籲警察停止向示威者使用武力。
2019年6月21日，國際特赦組織確認香港警隊在6月12日大體和平的示威中，使用不必要及過份武力，違反國際人權法。

#### 國際新聞自由組織
國際新聞自由組織發表聲明，不能接受警方多番阻撓記者採訪及威脅記者安全，形容情況「不能接受」，要求港府徹查事件。

## 影響
- 因警方封鎖了添馬一帶，得到不反對通知書的香港基督教教牧聯署籌委會無法如期於添美道舉行第三晚的「72小時馬拉松禱告」（夜場）活動[230]。
- 一度有大量示威者暫避的太古廣場因安全起見，宣佈6月13日停止營運至同日下午[231]。而金鐘廊大部分的商店和統一中心內多間銀行均繼續暫停營業[232]。
- 參與反修例的示威者使用的加密通訊軟件Telegram遭到強大的DDoS網絡攻擊，行政總裁杜羅夫（Pavel Durov）表示相關行動是「來自中國的國家級攻擊」，認為事件與香港反《逃犯條例》修訂有關[233]。
- 港鐵金鐘站自6月12日傍晚起陸續關閉多個出口；晚間20時30分起更關閉車站，荃灣綫、港島綫經過不停站，南港島綫截短行駛，以海洋公園站為終點。港鐵派出接駁巴士，來往海洋公園站與堅尼地城站[234]。金鐘站關閉至翌日下午2時14分重開，各行車路綫恢復停站[235]。

## 週年紀念活動

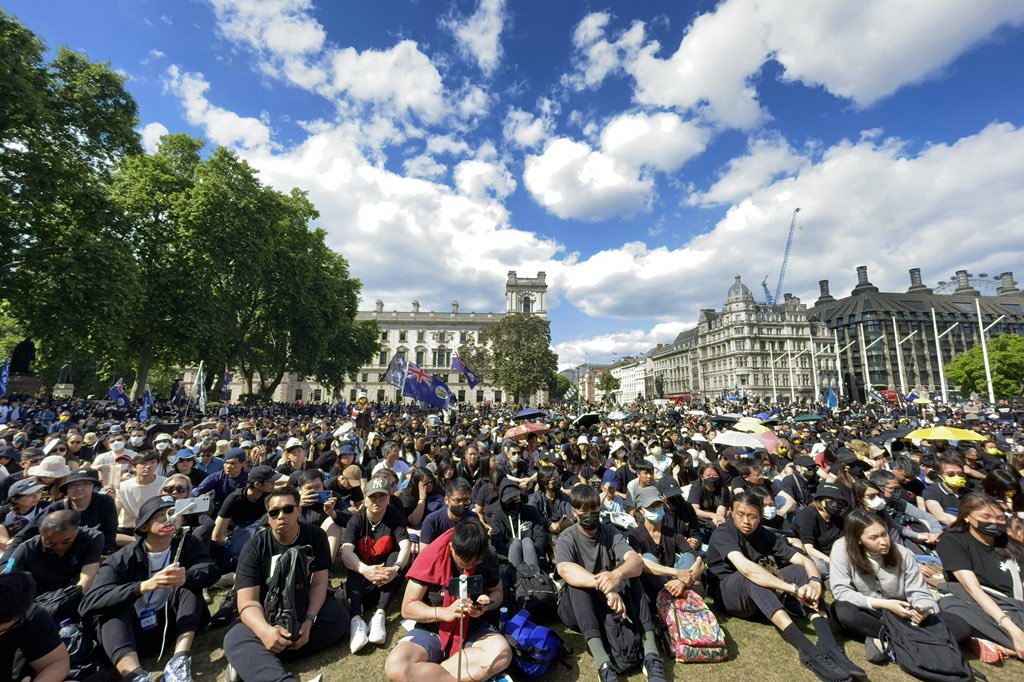
2022年6月12日，英国伦敦的议会广场前有大批港人出席612三周年纪念活动。

2020年6月12日，在香港多區均有活動紀念反修例運動發生一週年。不過自從同年7月《港區國安法》立法後，紀念活動變成只有海外能夠進行。當中包括英國、澳洲、加拿大、美國、日本、台灣、德國、瑞典、新西蘭等地，最少30多個城市。
在英國多個城市均有在英港人團體在當日舉行活動，借機會銘記抗爭事蹟，亦嘗試展望未來。其中3週年在倫敦國會外舉行集會有4,000人出席。曼徹斯特St. Peter’s Square亦有遊行及集會，有千多人參與。不過集會期間有一名穿紅衣的操普通話男子用小型喇叭播放《義勇軍進行曲》，引起參與者不滿。其後警察到場要求男子離開，經過爭論後被警察帶離現場。
而加拿大多倫多、溫哥華、維多利亞、卡加利等城市都舉辦紀念活動。當中溫哥華於市中心的活動吸引了超過300人參與，不過舉行期間有小粉紅破壞主辦者物品，主辦方已報警。

## 外部連結
- 6月12日香港佔領行動片段足本重溫，on.cc東網（页面存档备份，存于）
- now新聞不斷更新報導（页面存档备份，存于）

| 上一次 原因：雨傘運動——9·28催淚彈驅散行動（2014年9月28日－29日） | 香港防暴警察施放催淚彈 2019年6月12日 | 下一次 原因：2019年香港七一衝突（2019年7月1日-2日） |

| 上一次 原因：韓農反世貿騷亂（2005年12月17日） | 香港防暴警察發射布袋彈 2019年6月12日 | 下一次 原因：光復元朗（2019年7月27日） |

| 第一次 | 香港防暴警察發射海綿彈 2019年6月12日 | 下一次 原因：2019年香港七一衝突（2019年7月1日-2日） |

| 第一次 | 香港防暴警察發射橡膠子彈 2019年6月12日 | 下一次 原因：反送中示威——「獨立調查、捍衛法治、守護真相、重申五大訴求」遊行（2019年7月21-22日） |